# Storia di Soleto
La storia di Soleto è quella di un'identità culturale che dal neolitico all'età messapica rimase intatta fino al dominio romano dopo la seconda guerra punica. Il territorio, entrato a far parte dell'ager publicus e sfruttato per iniziative private secondo modi e con impianti nuovi, quali la villa rustica di Fondo Paparusso, venne poi inserito nel reticolo catastale della centuriazione di Lupiae fino alla fondazione, in età normanna, di un casale fortificato da cui trae origine l'odierna Soleto. Unico elemento di indubbia continuità è il toponimo, la cui prima attestazione si trova sull'ostrakon detto "mappa di Soleto", nella forma abbreviata SOL.

## Origini
Soleto è uno dei siti neolitici più noti del Salento per il ritrovamento di manufatti e un deposito di asce in bronzo (usate per funzioni religiose o come merce di scambio) esposte nel Museo Archeologico Nazionale di Taranto.

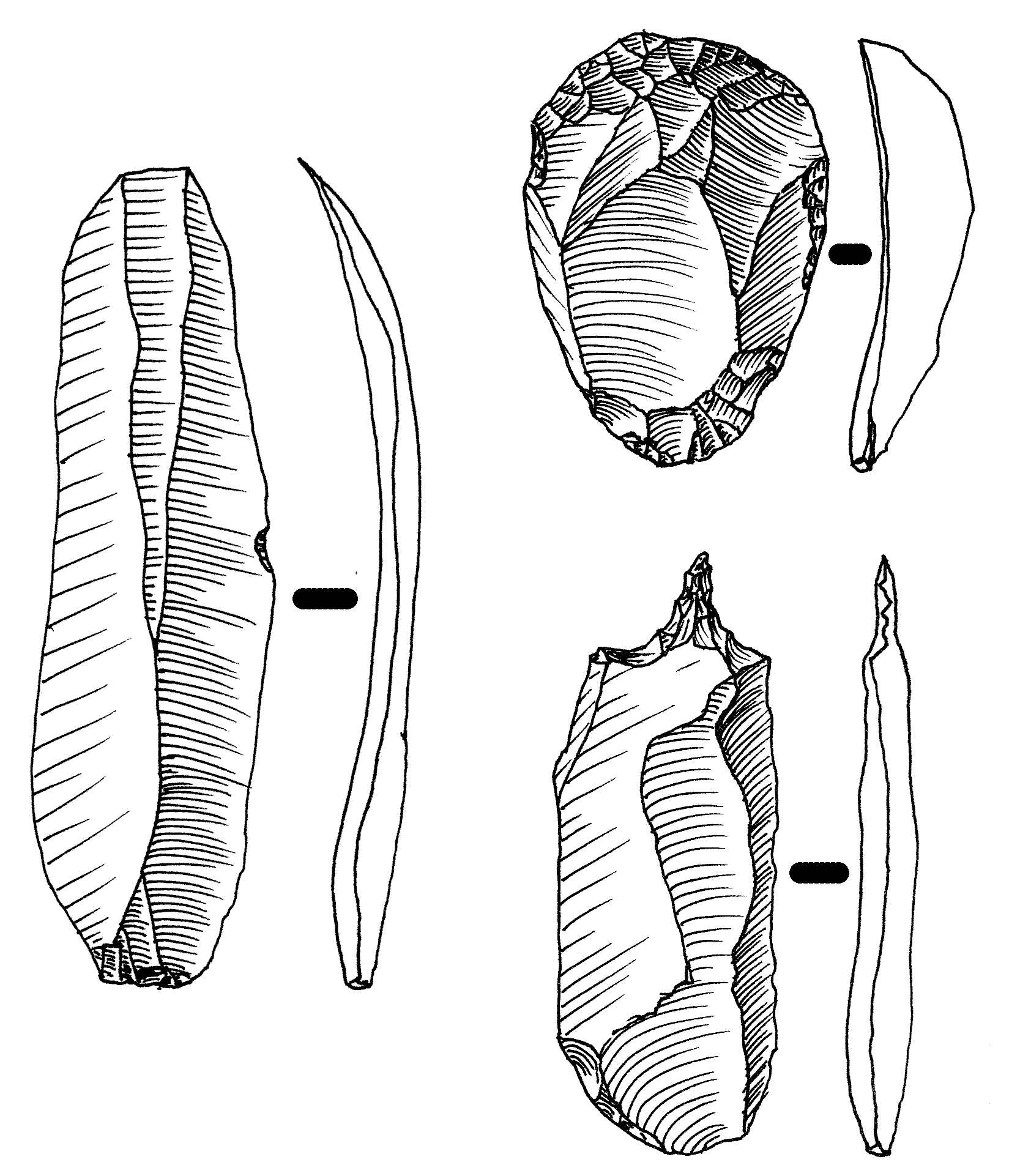
Utensili in selce del Paleolitico superiore

Le prime tracce di presenza dell'uomo risalgono al paleolitico superiore; infatti, nel 1883, lo storico Cosimo De Giorgi, pubblicò nei suoi "Bozzetti di viaggio" di aver rinvenuto nell'ottobre 1876 nei "dintorni di Soleto" un sito con manufatti litici di questo periodo tra cui due cuspidi silicee, due raschiatoi e frammenti di coltellini lavorati a fini ritocchi". Nello stesso sito (Fondo Sambati) in via delle "cave", nel 1991 un altro ritrovamento casuale di un raschiatoio fa pensare che questi reperti siano stati estratti dai vicini pozzi di argilla rossa usata come legante nelle costruzioni in pietra.
Il centro abitato vero e proprio risale, però, al periodo Messapico. Grande città con una cinta muraria di 3.300 metri di perimetro, Soleto, situata esattamente nel mezzo del Salento, su un altopiano di circa 90 metri sul livello del mare.
Alcune campagne di scavi condotte negli ultimi decenni nelle vicinanze dell'attuale Convento dei Francescani hanno portato alla luce l'antica cinta muraria di età messapica visibile ancora nel Cinquecento e citata dall'erudito Galateo nel De situ Iapygiae: "Amplam fuisse hanc urbem vestigia murorum aliquibus in locis ostendunt" (I ruderi delle mura in alcuni tratti mostrano quanto fosse grande questa città) .Molto prima di lui Plinio il Vecchio, nel libro III della "Naturalis Historia", narra di aver trovato, durante il suo viaggio nel Salento nel I secolo d.C., "Soletum desertum".

### Dalla capanna alla casa messapica (X-VIII sec a.C.)
Soleto, in epoca messapica, fu un ragguardevole nodo viario che metteva in comunicazione i più importanti centri messapici. La strada che da Rudiae portava a Basta (oggi Vaste) e Vereto (oggi scomparsa e al suo posto Patù) qui incrociava una "via trasversale" che collegava il porto di Thuria Sallentina (oggi Roca Vecchia) sull'Adriatico con il porto Nauna sullo Ionio (l'attuale Santa Maria al Bagno). 
Le prime abitazioni, di cui sono state messe alla luce le fondamenta nelle campagne di scavo dal 1998 ad oggi, risalgono alla fine dell'VIII secolo a.C. e sono costituite da capanne a forma ovoidale (12 x 9,75 metri) sorrette da pali lignei (di cui si sono rinvenute le buche di alloggiamento) e focolare interno addossato ad una parete costituita da mattoni crudi foderati da due muretti in pietra in località Fontanelle.
E' molto probabile che in questa località sorgessero le prime capanne di un insediamento che avrebbe poi portato alla nascita della città. Infatti si trova su uno sperone roccioso alla cui base, in un profondo avvallamento, vi erano delle sorgenti carsiche di acqua dette appunto "Fontanelle" che, nella seconda cinta muraria del IV sec. a.C. vennero incluse nella opere di fortificazione della città. Fino ad oggi non sono stati individuati edifici pubblici o di culto a parte un altare votivo in località "Quattrare" con un deposito di oggetti e frammenti ceramici. 
Nel V secolo a.C. le abitazioni sono con più vani, alcuni dedicati all'attività produttiva e con copertura leggera, altri per abitazione con copertura in legno e tegole e allineati ad un asse stradale. Nel cortile interno è quasi sempre presente una sepoltura di famiglia con cassa in pietra leccese. Il pavimento è costituito da battuto di tufina e il terreno circostante è terrazzato con muretti in pietra e sabbia di drenaggio. La soglia d'ingresso è costituita da un blocco di pietra leccese con il foro di inserimento del perno ligneo della porta. A differenza della capanna appoggiata sulla roccia affiorante, la casa poggia su un muro di fondamenta costituito da blocchi squadrati di carparo (pietra locale le cui cave si trovano tra Soleto e Corigliano).

### Mura e porta urbica settentrionale (VIII-VI sec a.C.)

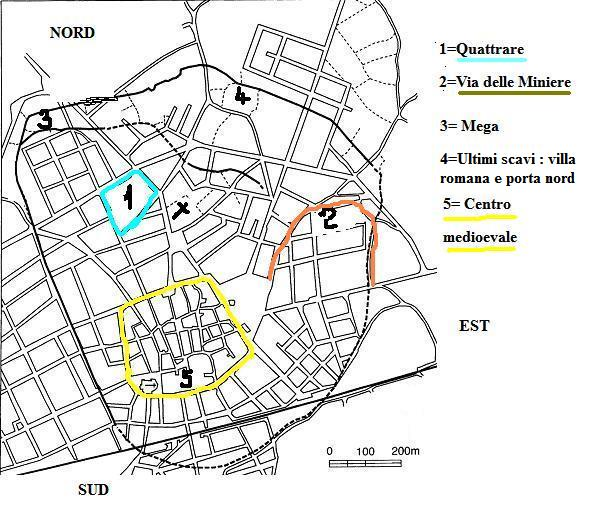
Tracciato ipotizzato per la doppia cinta di mura messapiche di Soleto

La base delle vecchie mura risalenti all'VIII-VII secolo a.C. è costituita da un doppio filare di blocchi squadrati di carparo delle dimensioni di m 1,60 x 0,70, quelli esterni disposti di traverso e quelli interni per lungo. Tra le due file vi è un possente muro a secco dello spessore di circa 3 metri per un totale di oltre 6 metri. 
Con la siccità dell'anno 2000 una larga spaccatura nel terreno ha fatto intravedere una seconda cinta muraria verso settentrione tra le località "Mega" e Via delle Miniere risalente al IV-III secolo a.C. quando la città ebbe un notevole sviluppo demografico. 
Infine nel 2011 nel fondo Paparusso il rinvenimento di un varco nella seconda cinta muraria corrispondente alla porta nord e di una strada interna parallela alle mura stesse.
Vicino alla porta vi era una torretta di avvistamento usata successivamente anche dai Romani.
Tutti i ritrovamenti di sepolture fanno pensare a tombe di famiglia collocate nel cortile dell'abitazione con diversi strati di deposito e non ad una necropoli.

### La mappa di Soleto (V sec a.C.)

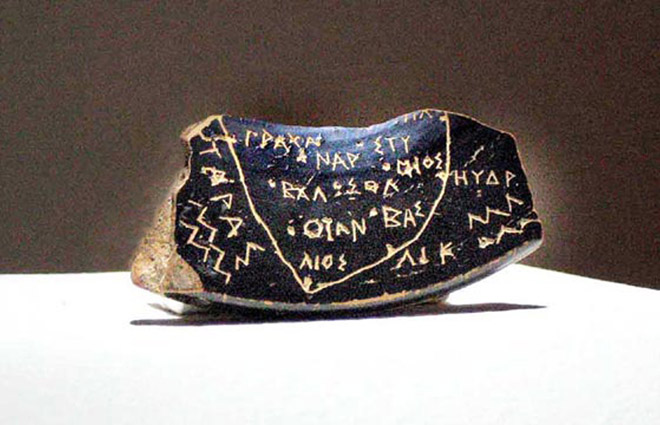
La Mappa di Soleto

La cosiddetta mappa di Soleto è un frammento di vaso a sfondo nero con incisa la mappa del salento messapico. L'oggetto è stato scoperto all'interno di un grande edificio messapico il 21 agosto 2003 a Soleto dall'archeologo belga Thierry Van Compernolle, e testimonia le relazioni esistenti tra gli Iapigi, i Messapi e i Greci nel V secolo a.C., non sempre approfondite dalla predominante tradizione letteraria greco-romana.

## La conquista romana (272 a.C.- 476 d.C.)
L'attuale sito di Soleto è quello corrispondente al "castrum" Romano costruito dopo le guerre contro Annibale nelle quali i Messapi Sallentini si erano ribellati a Roma e schierati con i Cartaginesi. Il sito preistorico è spostato verso nord nella direzione della strada per S. Venerdia e fu raso al suolo dai Romani. Il territorio di tutto il Salento fu "centuriato" e dato in premio come si usava ai Centurioni vincitori i cui nomi rivivono ancora nei cento nomi di paesi con desinenza in "ano" (Ruffus= Ruffano, Caesar=Casarano, Martius=Martano etc.). Di quest'epoca rimangono visibili a Soleto deboli tracce di centuriazione nell'ambiente rurale e i resti di una "villa rustica" romana del 150 a.C. venuti alla luce nel fondo Paparusso nella campagna di scavo 2011.La struttura, intorno a cui da alcuni anni lavorava l'èquipe di archeologi, si distingue dalle precedenti abitazioni messapiche presenti nella zona, databili intorno al 330 a.C. in quanto qui viene fatto uso della malta di calce, tecnica sconosciuta ai Messapi.La costruzione è centrata intorno ad un vano principale dotato di un pavimento a mosaico, fatto con tegole segate.

## Dominazione bizantina (V - XI sec d.C.)
A seguito della caduta dell'impero romano d'occidente nel 476 d.C. e della successiva sottomissione all'impero d'oriente ebbe inizio la dominazione bizantina del Salento. A partire dal 553 d.C. un gran numero di monaci basiliani migrò in Terra d'Otranto proveniente dalla Grecia dove di fatto era impedita la rappresentazione figurativa della divinità e dei Santi (iconoclastia).Oltre ai monaci anche un gran numero di sacerdoti (papas) che erano sposati secondo la religione ortodossa, migrò nelle nostre contrade assieme alle loro famiglie. Il greco divenne così la lingua ufficiale imposta da Bisanzio e il rito greco quello portato dai papas ortodossi. Molte terre abbandonate furono coltivate dai monaci con l'impianto dell'ulivo e della vite. Tra l'880 (conquista bizantina di Taranto) e tutto il X secolo Soleto era un borgo rurale aperto (chòrion) la cui chiesa serviva una comunità sparsa anche nelle campagne circostanti (di recente il ritrovamento di uno stampo eucaristico bizantino del IX-X secolo). Le tracce rimaste del periodo bizantino sono oltre che nella lingua grica, nella rappresentazione dei santi orientali nelle chiese rupestri e successivamente in quelle cittadine come Giorgio, Stefano, Nicola, Biagio, Vito, Sergio e la Madonna di Costantinopoli.
Unica cripta parzialmente affrescata di cui si ha memoria è quella sotto la fontana monumentale ora trasformata in cisterna. Tutta la zona circostante era costituita da un avvallamento davanti alle mura medioevali in cui era convogliata l'acqua piovana parte nelle pozzelle e il resto nella "vora" (voragine-inghiottitoio).
Nacque a Soleto un centro di trascrizione codici greci che ora si trovano nelle maggiori biblioteche europee:
- Roma Vaticana - Codice Palat.265: Horologion copiato nel 1476 da Battista figlio del papas Antonio Rizzo (Ρισζου);
- Monaco - Codice 243: Omerocentron copiato nel 1509 da Giacomo Rizzo figlio di Battista;
- Firenze Laurenziana LVI, 16 Trattati grammaticali copiato nel 1450 da Antonio Pinnella per il principe G.A.Orsini del Balzo;
- Milano Ambrosiana B104 Sinassario sec XV copiato dal monaco Fedele;
- Milano Ambrosiana D62,D65,D91 Anthologion Liturgie sec XIII da Soleto nel 1606 al cardinale Barberini;
- Roma Vaticana - Barberini 383: Typicon di Casole copiato nel 1583 da Stefano Ripa (Ρήπασ) e donato da Francesco Arcudi al card. Barberini.

## La Contea di Soleto
La storia più conosciuta di Soleto è, tuttavia, quella medioevale e coincide con la storia della Contea di Soleto cominciata in epoca sveva con i De Persona-De Matino, continuata con i De Toucy ed infine con Raimondello Orsini del Balzo. La Contea comprendeva i comuni attuali di Galatina, Zollino, Aradeo, Cutrofiano, Sternatia, Collepasso, Castrignano dei Greci e Sogliano.
La contea di Soleto, assieme a quelle di Nardò e Lecce, nasce nel 1055 con la conquista normanna della Puglia da parte di Roberto il Guiscardo della famiglia Altavilla (duca di Puglia dal 1057) e la creazione del principato di Taranto con il figlio Boemondo I nel 1088.

### Periodo normanno-svevo
La contea è già censita nel Catalogus Baronum del 1168.
I primi conti di Soleto di cui conosciamo il nome sono d'età sveva, il primo conte, nominato da Manfredi di Sicilia è Gervasio de Persona-de Matino,  già Barone di Matino e gran dignitario del regno, al quale vengono concessi in feudo tutti i territori ed i casali della contea intorno al 1251.  A questi succede dal 1266 al 1268 il figlio Glicerio de Persona-de Matino,  partigiano, come il padre, di Manfredi e di Corradino, facente parte della guardia reale sia di Manfredi che di Corradino. Glicerio, comandante dei difensori della città, fu catturato dagli angioini alla fine dell'Assedio di Gallipoli 1268-1269, con tutti i ghibellini della provincia, condannato a morte da Carlo I d'Angio e impiccato dopo lunga tortura il 22 aprile 1269.  Gran parte dei feudi dei de Persona-de Matino, compresa la contea di Soleto, furono concessi all'Angioino Anselin de Toucy (italianizzato in Ezzelino de Tuzziaco) cugino di Carlo d'Angiò.

### Periodo angioino: famiglia Orsini Del Balzo
Nel 1277 passò al fratello Philippe finché nel 1299 morto l'ultimo erede della famiglia Filippotto de Tuzziaco senza figli, Carlo I d'Angiò cedette la Contea di Soleto ad Ugo del Balzo (Hugues de Baux in Provenza), venuto al suo seguito dalla Francia. Alla morte di Ugo, avvenuta nel 1319, gli succedette il primogenito Raimondo (1303-1375), che la cinse di mura e acquistò i casali di Cutrofiano (che includeva il territorio dell'odierna Collepasso) e di Castrignano de' Greci. Successivamente Nicola Orsini (1331-1399), conte di Nola, la ereditò dallo zio Raimondo del Balzo (fratello della madre Sveva del Balzo) nel 1375 con la promessa di lasciarla a Raimondello e di unire i cognomi delle due famiglie Orsini-del Balzo.

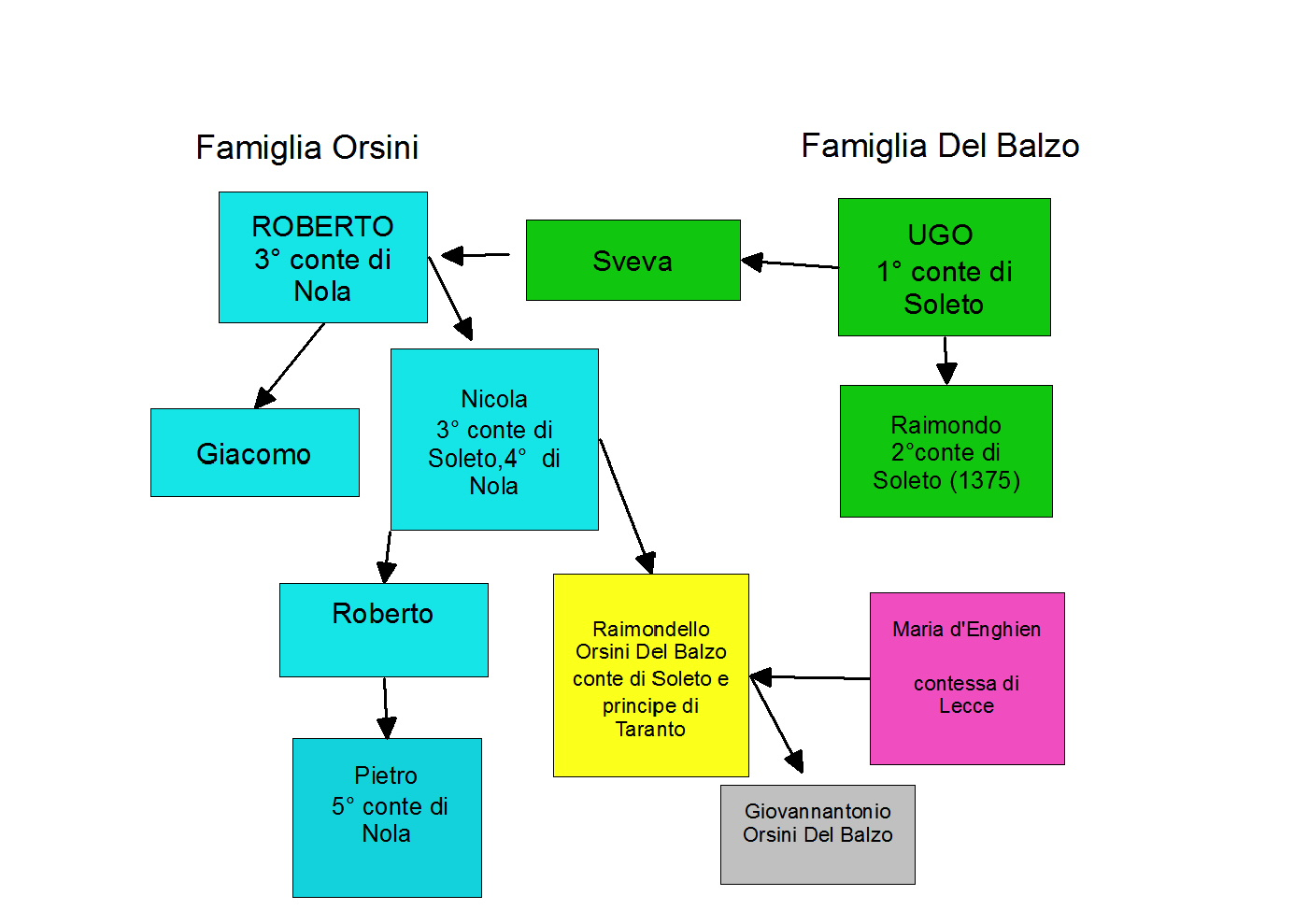
Nascita della famiglia Orsini Del Balzo

Raimondo Orsini del Balzo, conosciuto anche come Raimondello, (1361 – 17 gennaio 1406) era il secondogenito di Nicola Orsini. Fu conte di Soleto (1382), duca di Benevento (1385-1401), principe di Taranto (1393-1406), conte di Lecce (1401-1406), duca di Bari, gran connestabile del Regno di Napoli, Gonfaloniere di Santa Romana Chiesa.
Sposò Maria d'Enghien, (1367-9 maggio 1446), contessa di Lecce, che dopo la morte del marito continuò ad interessarsi concretamente di Soleto, sotto gli aspetti architettonici e artistici, urbanistici, sociali e amministrativi. Dopo la morte di Raimondello, Maria completò l'ultimo ordine della Guglia, collaborò per molteplici opere d'arte come la cappella di S. Leonardo e la cappella di S. Lucia (oggi inesistenti) e commissionò diversi affreschi della chiesetta di S. Stefano.
Il Principato di Taranto includeva metà del Regno di Napoli e il Principe Raimondello vi governò quasi indipendentemente dal Re, diventando il signore più ricco del regno e vantandosi di poter andare da Lecce a Napoli "passando sempre sopra le sue terre". Verso la fine del XIV secolo fondò Salice Salentino, e ordinò la costruzione della chiesa di Santa Caterina d'Alessandria a Galatina, un capolavoro di arte francescana. Egli stesso vi è ritratto all'interno insieme con suo figlio Giovanni Antonio e i due monumenti funebri sono ben visibili nell'abside.

### Dal XIV al XV secolo

Guglia di Raimondello Orsini

Allo stesso periodo (fine XIV secolo) risalgono i cicli pittorici nella bellissima Chiesetta greco-bizantina di Santo Stefano dove a uno stile giottesco si sovrappone quello delle maestranze presenti a Galatina.
Secondo Ch.Diehl (L'art byzantin dans l'Italie meridionale, Paris 1891) la chiesetta (metri 6,61x3,90) fu edificata nel 1347 (in greco anno 6885 dalla creazione del mondo). Secondo Berger-Jacob a Soleto esisteva una comunità ebraica "formata prevalentemente da artigiani, contadini e commercianti operosi, i quali, molto probabilmente, col ricavato della loro attività, praticavano anche il prestito di denaro" e che molti avrebbero volentieri mandato all'inferno (da qui la loro rappresentazione nel Giudizio Universale di S.Stefano).
Un'altra opera importante da lui voluta e commissionata è la omonima Guglia di Raimondello a Soleto costruita nel 1397. Per ogni soletano lu campanaru è l'elemento più rappresentativo della sua identità storica.
La Contea di Soleto e il Principato di Taranto vennero assorbiti dal regno di Napoli dopo la congiura dei Baroni contro il re e la morte in Altamura nel 1463 del figlio di Raimondello e Maria d'Enghien, Giovanni Antonio Orsini Del Balzo, ultimo principe di Taranto.
Delle mura medioevali e delle quattro porte (S.Antonio a nord, S.Vito a est, S.Lorenzo a sud, S.Gaetano a ovest) è visibile oggi solo la porta di S.Vito sormontata da una statua. Lo spessore del muro attuale ci fa ben immaginare come dovevano essere quelle che cingevano il paese probabilmente già nel 1269, anche se ufficialmente si fa risalire la loro costruzione attorno al 1334. “Le mure prime che si fecero in Santo Pietro, furo fatte nel 1334 et nel medesimo anno si murò Galatòna, Solìto, et Sternatìa”..
Una veduta della porta ovest (verso Galatina) è nei dipinti settecenteschi del Des Prez.

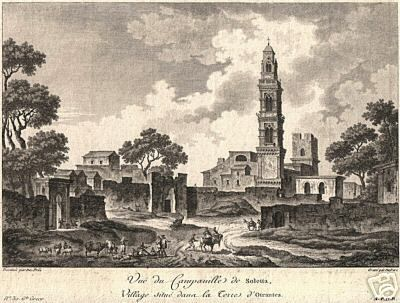
Mura nel Settecento lato ovest (Des Prez)

Il castello, oggi sostituito da una civile abitazione, era situato sul lato sud del paese e fu restaurato per l'ultima volta, come testimonia Cosimo De Giorgi nel 1880, alla fine dell'800. Fu edificato intorno al 1400 per volere di Raimondello Orsini Del Balzo ed era costituito da due piani con camere, magazzini e stalle nonché due trappeti per la molitura delle olive e da una cappella dedicata al Santo Spirito. Nel corso del ‘900 fu trasformato in manifattura di tabacchi, nel 1940 versava in pessime condizioni e fu abbattuto definitivamente nel 1948. Dell'antico castello di Soleto, oggi rimane solo il grande giardino che lo circondava su tre lati.

### Periodo aragonese
Tra il 1459 e il 1463, Galatina aveva circa 2.900 abitanti contro i circa 1.100 di Soleto e da questo momento in poi continuò ad espandersi culturalmente ed economicamente fin quando nel 1484 venne scorporata dalla contea di Soleto e dagli Aragonesi elevata a ducato. Nello stesso anno anche Cutrofiano fu ceduta alla famiglia Del Croce-Capece.
Nel 1479 Soleto venne sottomessa a Lodovico di Campofregoso (ex doge di Genova e ammiraglio del regno di Napoli) il cui stemma del castello con tre torri compare sul portale di palazzo Le Castelle con le iniziali L.C.
 Saccheggio dei Turchi il 6 febbraio 1481
Dopo la presa d'Otranto del 14 agosto 1480 le truppe aragonesi si erano acquartierate a Sternatia e Corigliano. I Turchi per sfida compivano delle scorrerie come quella del 6 febbraio 1481 in cui saccheggiarono Soleto. I difensori aragonesi agli ordini del capitano Andrea Capodiferro ripiegarono su Galatina che aveva delle migliori mura. Il conte Giulio Antonio Acquaviva da Sternatia e Corigliano tagliò a Melpignano la via di fuga dei Turchi che abbandonarono l'ingente bottino ma uccisero tutti i prigionieri non senza subire notevoli perdite. Mentre i cavalieri aragonesi inseguivano i Turchi verso Otranto da qui uscì il grosso della cavalleria che tese un'imboscata notturna all'Acquaviva circondandolo e uccidendolo tra Bagnolo e Serrano.
La famiglia Castriota Scanderbeg, alla morte di Giorgio, ottenne dalla corona aragonese il ducato di San Pietro in Galatina e la contea di Soleto nel 1485. Giovanni, figlio di Scanderbeg, e suo figlio Ferrante furono il primo e secondo duca di Galatina.
L'unica figlia legittima del Duca Ferrante, Irene, nata da Andreana Acquaviva d'Aragona dei Duchi di Nardò, portò il ducato di Galatina e la contea di Soleto nella famiglia Sanseverino dopo il suo matrimonio con il principe Pietro Antonio Sanseverino (1539) appartenente ad una nobile famiglia napoletana. A questo periodo risalgono le attuali porte e mura di Galatina. Una rappresentazione pittorica dei Sanseverino, conti di Soleto, si trova nel quadro della Madonna del Rosario presso la Chiesa Matrice dove, probabili committenti dell'opera a Lavinio Zappa nel 1580 dopo la vittoria di Lepanto sui Turchi, sono ben visibili in basso a destra.

### Dal XVII al XVIII secolo
Alla famiglia Sanseverino residente in Calabria (principi di Bisignano, Morano e Corigliano Calabro - CS) seguì Giovan Vincenzo Carafa a cui Niccolò Bernardino, figlio di Pietro Antonio Sanseverino carico di debiti, nel 1590 fu costretto a vendere buona parte del patrimonio. Ai Carafa seguì nel 1613 Brayda Ettore, marchese di Lavello. conte di Alessano e Neviano dal 1571, nominato da re Filippo IV marchese di Soleto nel 1613 a cui, nel 1615, subentrò il genovese Giovan Battista Spinola. Nel 1669 il duca Spinola era tassato per 829 famiglie di Santo Pietro in Galatina e 396 di Solito.Nel 1741 Maria Teresa Spinola sposò il milanese Giovanni Battista Gallarati Scotti e il loro nipote Carlo fu l'ultimo feudatario di Soleto e nel catasto murattiano del 1816 risulta qui proprietario del castello con 9 stanze e un trappeto.
Nel 1601-1609 fu costruita la Chiesa della Madonna delle Grazie (Santuario dal 1953) con annesso convento dei Francescani. Vi si conserva un grazioso affresco quattrocentesco che riproduce la Madonna con in braccio il bimbo Gesù. Secondo una "Cronaca" di padre Bonaventura da Lama nel 1568 il viso della Madre fu sfregiato da colpi d'ascia inferti da un tal Lisandri. Dall'affresco colpito sgorgò del sangue. La "leggenda" nasconde il fatto storico che dopo il Concilio di Trento (1564) a Soleto nel 1598 fu smesso il rito greco con l'ultimo arciprete Arcudi e nel 1602 furono chiamati i Frati Minori per promuovere il rito latino non senza sofferenze per le minoranze religiose. All'interno si conservano le tele degli antichi altari tra cui: la Madonna del Rosario, S.Pasquale Baylon, Madonna del Carmine e Sacra Famiglia.

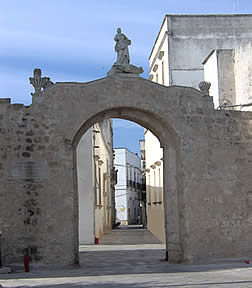
Porta San Vito

Nel 1688 venne completata l'attuale  Chiesa di S.Nicola con annesso Monastero delle Clarisse al posto di una precedente di stile greco-bizantino che, governata da abati, era orientata da est a ovest e nel 1637 era completamente diroccata.
La chiesa è attribuibile al coriglianese Francesco Manuli e presenta un notevole prospetto con un portale riccamente intagliato. L'interno è costituito da una sola navata arricchita da tele con storie della vita del santo.
Il monastero fu fondato nel 1683 per espresso desiderio testamentario e con i beni del chierico e medico Donatantonio Bifali di Melpignano, sposato con la soletana Raimonda Colletta. Nel 1689 venne aperto grazie al trasferimento di due clarisse provenienti dal monastero di Nardò.
Il monastero subì la soppressione napoleonica dal 1810 al 1829. La badessa Geltrude Monosi (1827.1908), acquistò con proprio denaro il monastero per salvarlo dalla soppressione e vi istituì un educandato dedicandovisi per circa trent'anni. Situato nel centro storico, è formato dal primo piano e dal pian terreno ed ha forma rettangolare con chiostro centrale in cui il pozzo seicentesco, in pietra leccese, domina sul verde delle aiuole. Con decreto del Ministro dell'interno in data 25 novembre 2013, è stato approvato il trasferimento della sede del Monastero S. Nicolò da Soleto (Lecce) ad Otranto (Lecce). Attualmente la Chiesa è chiusa.
A pochi passi la  Chiesetta detta delle Anime con facciata anch'essa di stile seicentesco. La facciata e il sontuoso portale, databile agli anni '70 del sec. XVII, sono da attribuire all'architetto Ambrogio Martinelli e al mecenatismo dell'arcivescovo di Otranto Adarzo de Santander. La chiesa a navata unica absidata, coperta da una psedo cupola - fatto questo abbastanza raro nel Salento - e la presenza dell'abside aggettante all'esterno e orientata verso est, farebbe pensare a una datazione medievale dell'impianto più antico. È del 9 settembre 1782 la pergamena del Regio assenso sullo Statuto della Congregazione delle Anime Sante e Vergine del S.S.Rosario.
Nel 1783 venne iniziata la costruzione dell'odierna matrice Chiesa di Maria Santissima Assunta, parrocchiale soletana al posto della vecchia chiesa medioevale che minacciava in parte di crollare dopo il terremoto del 1743. Di quella antica chiesa sopravvive una stilizzata incisione del 1604 sul grande leggio del coro.
Come si legge sulla facciata settentrionale del campanile nuovo "Adrianus Preite a Cupert fecit" il costruttore fu l'architetto Adriano Preite da Copertino.
Il Capitolo dei canonici della Chiesa Collegiata prevedeva, nel suo statuto del 1735, sei cariche (dignità) : arciprete, arcidiacono, cantore, primicerio(maestro delle cerimonie), protognosta (primo lettore) e decano. Le insegne delle sei cariche erano la cappa magna viola, il fiocco viola al cappello e le calze viola. Dal 1857 le cariche si ridussero a due e, dopo l'unità d'Italia, nel 1867 furono aboliti i Capitoli come enti di diritto civile e quindi non potevano più avere delle proprietà. Così rimasero solo i titoli di Chiesa Collegiata e di Arciprete fino al 1952 con la nomina dell'ultimo Arciprete don Giuseppe Greco.

## XIX secolo

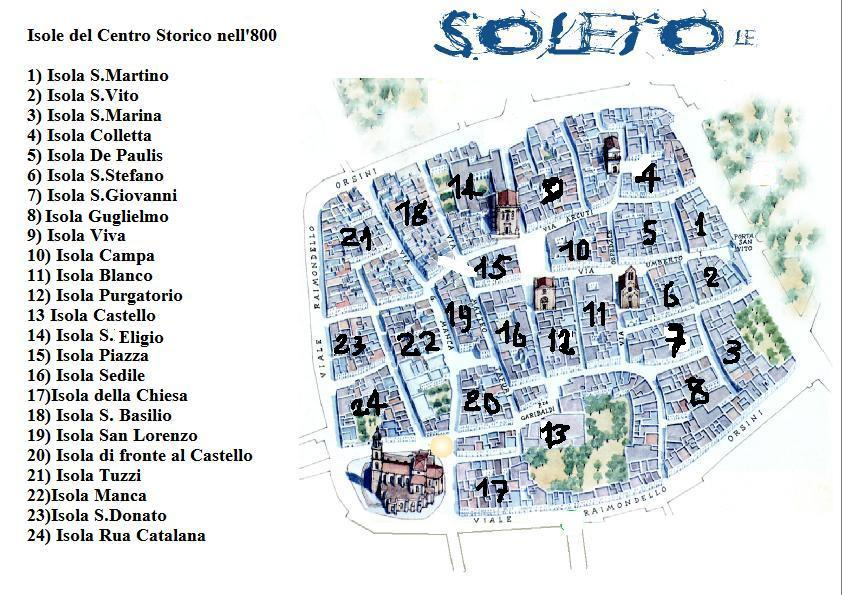
Toponomastica del centro storico nell'800

Agli inizi dell'800 poche famiglie, spesso imparentate tra loro, possedevano l'80% di terreni e fabbricati e tra queste: Carrozzini, Manca, Sergio, Salomi e Orsini. Risultano anche alcuni grandi proprietari di Galatina: Papadia, Calò, Galluccio, Mongiò. Anche le istituzioni ecclesiastiche (Capitolo della Chiesa, monastero di San Nicola, convento dei Francescani) avevano ingenti rendite. I cognomi più diffusi: Mangione, Nuzzaci, Attanasi, Scarpa, Latino, Margari, Stanca, Tundo, Zollino..
Una ventata giacobina fece seguito alla proclamazione della repubblica napoletana e il 10 febbraio 1799 Ignazio e Ferdinando Greco, Giuseppe Guglielmi e Vincenzo Sambati piantarono in piazza l'albero della libertà, simbolo repubblicano, ad iniziativa del sindaco Marcello Greco. La popolazione intervenne con coppole rosse, bandiere e coccarde tricolori. La restaurazione borbonica e la reazione sanfedista non tardarono ad inquisire e mettere in carcere i responsabili.
Anche la Carboneria, sorta già nel 1816 dopo il ritorno dei Borboni a Napoli, ebbe l'attivissima <<vendita>> denominata Sole Rallegrato cui aderirono numerosi spiriti sensibili e generosi che pagarono a caro prezzo le feroce repressione borbonica perdendo l'impiego. L'elenco dei nomi stilato dal giudice municipale Pasanisi il 24 dicembre 1829 contiene: Salvatore Manca(capitano della milizia) e Domenico Valente, il medico Realino De Luca, Ignazio e Bonaventura Sergio, Domenico Blanco, Giuseppe Oronzo Salvatori, Bonaventura Nuzzaci, Luigi Patera e il notaio Giovanni Romano. Gran Maestro era il canonico Don Luigi Orsini, segretario Ippolito Campa.
Dall'archivio notarile si ricava che ai primi dell'800 erano attivi contemporaneamente ben 4 notai (contro 2 speziali ed 1 medico):
 Notai
- Rizzo Giuseppe Antonio dal 1705 al 1740
- Attanasi Paolino dal 1729 al 1786
- Attanasi Giuseppe dal 1761 al 1809
- Campa Nicola Antonio dal 1771 al 1808
- Romano Giovanni dal 1803 al 1824
- Colletta Cataldo dal 1805 al 1865

inoltre il notaio soletano Nuzzaci Vincenzo era attivo a Copertino dal 1777 al 1834 e Attanasi Lazaro in Cutrofiano dal 1802 al 1842.
Tutti questi notai sopperivano alla necessità di scritture private (contratti) tra benestanti come i contratti di matrimonio per elencare la dote:
 Corredo da sposa 
- "In primis [...]Uno sproviero (padiglione da letto) usato ed rite (rete) à torno ed il suo avantiletto(copritristelli) = quattro tavole p(er) il letto, et una travacca (baldacchino) usata = Uno saccone nuovo, una manta di lana paesana = Due lanzuoli di seta paesana nuovi = Una coverta bianca à coppe colonne di bambace = sei stuscia facci (asciugamani) trè co le rite, e l'altre schette co la seta turchina = sei stuscia vucchi, seù (cioè) tovaglioli di tavola, cioè cinque nuovi, e l'altro usati à coppe colonne = coscini seù capetali num(er)o sei ed rite lavorati di tela paesana. = Quattro tovaglie p(er) la tavola, e due guttellarici di tavola [...].
- Una gonella à color baunazzo (paonazzo) di mezzo stambetto (drappo) co petti. = Uno Guardacore (corpetto) di lana russo = sei copercieri (veli), cioè uno di color di viola = Due co la cocchiella, e l'altri co pizzilli (merletti) à torno = camise num(er)o sei ed le calature (balza) bianche di seta rossa di tela marzulla e paesana. = Uno fostiano (gonna) co rose sei à basso saccone co aceno di ruta di bambace = Un altro fostiano à libretto di Nardò co trè rose à torno = [...].
- Una cascia d'Apita (abete) usata = una caldara, et una ferzura di rame, et un paro di camastre (catene) usate... (Soleto 1710, Capitula VirgineStanca, notaio Giuseppe Antonio Rizzo, c. 18v)",[18],[19]

Medici 
- Matteo Tafuri (1492-1584) è il primo di cui si hanno notizie storiche. Sicuramente esercitò la professione medica a Soleto negli ultimi venti anni della sua lunga vita.
- doctor medicus fisicus Onofrio Tafuri teste di battesimo nel 1670 di Diego Carrozzini
- doctor Medicus Fisicus Didacus (Diego) Carrozzini matrimonio nel 1710 con la cugina di 3º grado Maria Calò
- doctor Nicolao Angelo Salvatori teste al matrimonio di Diego Carrozzini nel 1710
- dottor fisico e chirurgo Diego Viva (testamento aperto il 1799 notaio Scalfo Galatina)
- medico Francesco Carrozzini (1750-1837) nipote di Diego Carrozzini
- medico Realino De Luca nella lista dei carbonari del 1820.

## Dall'Unità d'Italia al 1945
Nella seconda metà dell'800 venne costruito il camposanto. Più volte ampliato, presenta pregevoli edicole in pietra leccese tra cui quelle ad opera del maestro soletano Serafino Mangione. Il luogo precedente era il cortile recintato vicino al Convento, dove una lapide indica il punto in cui giacciono i resti dei Soletani morti durante le pestilenze del Seicento e Settecento. Prima ancora i luoghi di sepoltura popolari erano sul piazzale nord e ovest della Chiesa matrice.
Il 14 dicembre 1884 (giornata fredda ma soleggiata) fu inaugurata la stazione ferroviaria sulla linea Zollino-Nardò-Gallipoli (che allora terminava a Galatone) inizialmente gestita dalla SFM (Strade Ferrate Meridionali) e dal 1906 dalle Ferrovie dello Stato; dal 1933 la linea fa parte delle FSE (Ferrovie del Sud Est).

### XX secolo
Il 29 agosto 1900 don Giovanni Carrozzini fu Paolino, con testamento olografo istituì un Ospizio per i poveri in Largo Osanna con il nome di Opera Pia Madonna delle Grazie  con cospicue rendite legate ai terreni anch'essi lasciati in dotazione. Dopo la sua morte il 7 dicembre 1904 e la nomina dell'esecutore testamentario nel nipote Giovanni di Francesco, fu costruito un elegante edificio. Creato come ente morale nel 1908 (decreto n. 142 del 16/4 G.U. nr.112) con relativo statuto approvato nel 1924 e poi convertito in Ente di pubblica utilità nel 1934 è stato riconvertito a gennaio 2010 in Centro Polifunzionale per Diversamente Abili.
Maria Grazia Carrozzini, con lascito testamentario, destinò il palazzo Sergio di fronte alla Chiesetta di Santo Stefano (eredidato dalla nonna paterna) ad uso Ospedale (Regio decreto n.433 del 2/11/1908 G.U. n.256) con creazione dell'ECA-Opera Pia Maria Grazia Carrozzini. Il palazzo Sergio fu utilizzato a tal scopo fino a metà del Novecento, poi convertito in Caserma dei Carabinieri (1938-1968) e ora sede di Uffici Comunali. A lei è dedicata una via del centro che prima si chiamava via Garibaldi.
Banda musicale
Ai primi del '900 una banda musicale soletana si esibiva d'estate nei giardini pubblici di Istanbul (allora chiamata Costantinopoli) ed era pagata in piastre d'oro dopo un viaggio avventuroso su un barcone da Otranto.
- Direttore Ernesto Abbate dal 1910 al 1915
- Direttore Giuseppe Piantoni dal 1920 al 1922

A partire dal 1932 (vedi G.U. n.205 del 5/9/1932 podestà Luigi Nuzzaci) venne costruito il grande edificio scolastico, più volte restaurato e ampliato, sul finire degli anni novanta. Gli ampliamenti, anche se sono stati realizzati mantenendo lo stesso stile architettonico originale nei prospetti, hanno mutato l'originaria forma planimetrica ad U modificando la fruibilità dell'intera struttura.
I lavori della diramazione dell'acquedotto per Galatina e delle sub-diramazioni per Soleto, Sogliano, Cutrofiano e Noha, furono appaltati il 12.12.1932, come si evince da una lettera del 26.11.1932, che il presidente dello E.A.A.P. indirizzò a S.E. Achille Starace, segretario del Partito Nazionale Fascista.
Il 28 novembre 1936 nelle 5 fontanine pubbliche situate in prossimità delle 4 porte di Soleto oltre che in piazza Castello cominciò a sgorgare l'acqua del Sele. In tutte le ore del giorno, intorno ad ogni fontanina si affollavano persone in attesa di riempire di acqua uno o due recipienti e costretti ad attendere il proprio turno più a lungo del previsto, a causa della bassa pressione dell'acqua sgorgante.
Come in molti paesi del Salento la coltivazione e lavorazione del tabacco dava lavoro e reddito ai contadini e alle prime donne operaie: le tabacchine. Nel 1926-1927 vi furono anche a Soleto scioperi e manifestazioni per le condizioni di lavoro e per i salari bassi così come nel 1935 per fortuna senza vittime ma con arresti e licenziamenti. Nel 1948 vi fu a Lecce il primo congresso nazionale delle tabacchine e nel 1951 fu impedito a Soleto un comizio da parte di Cristina Conchiglia fondatrice del relativo sindacato.
Missione dei Padri Passionisti del 27/3/1927 di cui rimane a ricordo una croce in ferro su base lapidea nell'angolo della via Sternatia con il Cupone.

### Caduti prima guerra mondiale

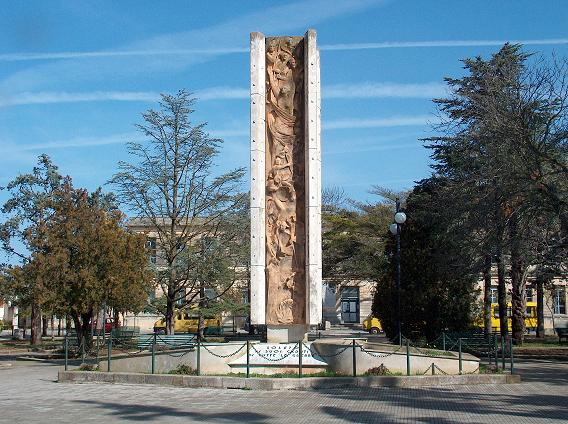
Monumento ai caduti - Villa comunale

| Cognome e nome     | nato il    | morto il   | inquadramento                                  | località                                    | Albo d'Oro |
| ------------------ | ---------- | ---------- | ---------------------------------------------- | ------------------------------------------- | ---------- |
| Antonacci Paolo    | 09/06/1879 | 04/06/1917 | soldato 86° reg. fanteria                      | caduto sul Carso                            | pag.12     |
| Antonaci Grazio    | 17/09/1884 | 26/10/1918 | soldato 43° reg. fanteria                      | caduto sul monte Asolone                    | pag.12     |
| Aprile Cesario     | 13/11/1883 | 27/10/1918 | soldato 41° reg. fanteria                      | caduto sul M.te Grappa                      | pag.14     |
| Aprile Giuseppe    | 19/03/1889 | 10/11/1915 | soldato 144° reg. fanteria                     | caduto sul Carso                            | pag.14     |
| Arcuti Lorenzo     | 03/08/1889 | 24/11/1918 | soldato 16° reg. fanteria                      | Soleto per malattia                         | pag.15     |
| Attanasi Giuseppe  | 09/12/1887 | 16/08/1917 | caporal maggiore 140° reg.fanteria             | Soleto per malattia                         | pag.18     |
| Braj Carmelo       | 24/03/1882 | 30/05/1916 | soldato 11ª compagnia sussistenza              | ospedale da campo n.71                      | pag.33     |
| Braj Salvatore     | 11/10/1893 | 13/04/1916 | soldato 47° reg. fanteria                      | ferito sul M.te S.Michele                   | pag.33     |
| Cagnazzo Giuseppe  | 20/02/1877 | 19/07/1918 | soldato 230° reg. fanteria                     | affondamento nave                           | pag.39     |
| Cascione Gaetano   | 20/11/1884 | 23/10/1916 | soldato 1° reg. bersaglieri                    | Napoli per malattia                         | pag.63     |
| Catalani Silvio    | 27/01/1892 | 25/09/1917 | soldato 3° reg. bersaglieri                    | M.te Grappa in combattimento                | pag.65     |
| Catalano Luigi     | 22/11/1887 | 04/05/1917 | caporal maggiore 35° reg. artiglieria campagna | affondamento nave                           | pag.66     |
| Cosma Salvatore    | 25/01/1899 | 01/02/1919 | caporale 47° reg. artiglieria campagna         | Milano per malattia                         | pag.96     |
| Danieli Ermanno    | 11/04/1892 | 24/10/1915 | soldato 142° reg. fanteria                     | ferite in combattimento                     | pag.104    |
| Danieli Giovanni   | 15/11/1893 | 22/04/1916 | soldato 140° reg. fanteria                     | ferite in combattimento                     | pag.104    |
| Dell'Anna Carmine  | 24/11/1894 | 22/10/1915 | soldato 162° reg. fanteria                     | ferito nella val d'Assa                     | pag.114    |
| Latino Carmine     | 15/11/1890 | 16/09/1918 | soldato 6° reg. artiglieria                    | Torino per malattia                         | pag.195    |
| Lisi Carmine       | 19/07/1899 | 12/08/1915 | soldato 47° reg. fanteria                      | ospedale da campo per malattia              | pag.205    |
| Maniglio Donato    | 31/07/1899 | 21/10/1918 | soldato 1° reg. artiglieria montagna           | Albania per malattia                        | pag.222    |
| Mariano Giuseppe   | 25/01/1899 | ...        | soldato 134° reg. fanteria                     | scomparso in prigionia                      | pag.227    |
| Marti Alessandro   | 16/10/1890 | 18/05/1917 | soldato 30° reg. fanteria                      | caduto sul Carso                            | pag.232    |
| Marti Antonio      | 14/05/1883 | 05/07/1918 | soldato 246° reg. fanteria                     | in prigionia                                | pag.232    |
| Matteo Vincenzo    | 18/01/1884 | 02/08/1918 | soldato 4° reg. bersaglieri                    | in prigionia                                | pag.240    |
| Miccoli Antonio    | 29/09/1885 | 16/09/1916 | soldato 29° reg. fanteria                      | caduto sul Carso                            | pag.248    |
| Miccoli Paolo      | 06/09/1889 | 30/11/1915 | soldato 5° reg. bersaglieri                    | ferito in combattimento                     | pag.248    |
| Montinaro Giuseppe | 24/09/1894 | 19/05/1920 | soldato 11ª compagnia sussistenza              | Soleto per malattia                         | pag.258    |
| Nuzzaci Antonio    | 09/07/1882 | 27/07/1915 | soldato 140° reg. fanteria                     | ferito in combattimento                     | pag.271    |
| Nuzzaci Luigi      | 24/02/1882 | 06/06/1917 | soldato 1° reg. granatieri                     | caduto sul Carso                            | pag.271    |
| Nuzzaci Salvatore  | 22/02/1897 | 09/11/1918 | soldato 43° reg. fanteria                      | ospedale da campo per malattia              | pag.271    |
| Perrone Donato     | 16/03/1887 | 24/07/1918 | soldato 16° reg. fanteria                      | ferito in combattimento                     | pag.293    |
| Polimeno Antonio   | 09/03/1890 | 29/10/1915 | soldato 47° reg. fanteria                      | ospedale di Parma                           | pag.307    |
| Salvatori Giuseppe | 24/07/1898 | 03/05/1918 | soldato 123° reg. fanteria                     | Lecce per malattia                          | pag.342    |
| Scarpa Luciano     | 22/08/1897 | 28/01/1918 | soldato 1067ª compagnia mitraglieri            | altopiano di Asiago                         | pag.352    |
| Scarpa Luigi       | 25/06/1897 | 16/05/1917 | soldato 30° reg. fanteria                      | sul Carso per ferite in combattimento       | pag.352    |
| Sergio Cesario     | 01/04/1897 | 22/09/1918 | carabiniere legione CC RR Bari                 | caduto a Corfù                              | pag.360    |
| Serra Francesco    | 28/04/1868 | 13/04/1917 | operaio genio militare 6ª armata               | ospedale da campo per malattia              | pag.361    |
| Sicuro Donato      | 18/04/1885 | 22/11/1917 | soldato 264° reg. fanteria                     | sul M.te Grappa per ferite in combattimento | pag.362    |
| Stanca Antonio     | 17/01/1893 | 11/11/1916 | soldato 140° reg. fanteria                     | in prigionia a Mauthausen                   | pag.372    |
| Stanca Cosimo      | 11/10/1890 | 30/07/1917 | soldato 33° reg. fanteria                      | ferito in comb. Isonzo                      | pag.372    |
| Stanca Francesco   | 31/05/1889 | 30/08/1917 | caporale 264° reg. fanteria                    | ferito in comb. Isonzo                      | pag.372    |
| Stanca Marino      | 27/05/1895 | 15/07/1915 | soldato 6° reg. fanteria                       | ferito a Tolmezzo                           | pag.372    |
| Stanca Salvatore   | 22/05/1886 | 08/10/1918 | soldato 23° reg. artiglieria montagna          | ospedale da campo per malattia              | pag.372    |
| Stanca Vito        | 10/06/1895 | 12/12/1917 | soldato 264° reg. fanteria                     | ferite in combattimento                     | pag.372    |
| Vergine Donato     | 08/12/1886 | 03/01/1918 | soldato 31° reg. fanteria                      | Napoli per malattia                         | pag.400    |
| Vergine Giuseppe   | 30/07/1897 | 27/05/1917 | soldato 63° reg. fanteria                      | ferito in combattimento                     | pag.400    |
| Vergine Pasquale   | 14/11/1894 | 25/11/1918 | carabiniere legione CC RR Bari                 | Bari per malattia                           | pag.401    |
| Zollino Antonio    | 02/03/1895 | 18/06/1916 | soldato 137° reg. fanteria                     | monte Cimone                                | pag.410    |

### Caduti guerre d'Africa (1935-36)
| Cognome e nome                             | nato il    | caduto a                 | il         | decorato                            |
| ------------------------------------------ | ---------- | ------------------------ | ---------- | ----------------------------------- |
| Nuzzaci Leonardo - carabiniere portaordini | 19/02/1909 | Gonu Gadu Ogaden-Afr.Or. | 24/04/1936 | croce di guerra (G.U. 131 del 1938) |

- Motivazioni: Dimostrando serenità e sprezzo del pericolo, nel recapito di ordinì e comunicazioni, traversava più volte vasta zona scoperta fortemente battuta da intenso fuoco di fucileria e mitragliatrici riuscendo di valido aiuto al proprio comandante nel collegamento dei reparti.

### Deportati per leggi razziali (1938)
- Jacob Agranati (concessionario Manifattura Tabacchi) di origine greca ma residente a Soleto;
- la sorella Sonculla Agranati con tutta la sua famiglia.

### Caduti seconda guerra mondiale
| Cognome e nome       | inquadramento                                        | nato il    | caduto a              | il         |
| -------------------- | ---------------------------------------------------- | ---------- | --------------------- | ---------- |
| Aprile Vittorio      | sergente X MAS                                       | 02/10/1921 | Valdobbiadene         | 05/05/1945 |
| Attanasi Carmine     |                                                      | 15/01/1916 | Livorno               | 02/01/1943 |
| Attanasi Cosimo      | 205º artiglieria                                     | 20/12/1920 | El Alamein            | 09/08/1942 |
| Attanasi Luigi       | aviere                                               | 10/02/1916 | Breslavia (PL)        | 11/11/1944 |
| Attanasi Luigi       | 277º fanteria                                        | 24/02/1917 | Russia                | 09/01/1943 |
| Attanasi Rosario     |                                                      | 01/10/1909 | Mandera               | 08/02/1942 |
| Attanasi Salvatore   | 116º artiglieria                                     | 01/12/1921 | Russia                | 17/01/1943 |
| Bianco Antonio       | 89º fanteria                                         | 10/11/1922 | Russia                | 17/12/1942 |
| Blanco Carmine       | 5° mortai                                            | 28/02/1913 | Russia                | 12/12/1942 |
| Braj Antonio         | 38º fanteria                                         | 11/11/1910 | Russia                | 17/12/1942 |
| Cafaro Antonio       |                                                      | 23/11/1913 | Cheren                | 20/03/1941 |
| Carrozzini Giuseppe  | caporale infermiere 140° fant. medaglia bronzo v.m.  | 31/01/1916 | Albania               | 15/12/1940 |
| Carrozzini Luigi     | carabiniere                                          | 24/12/1923 | Polonia               | 08/09/1943 |
| Cofano Carlo         | s.ten. 278º fanteria                                 | 30/04/1921 | Russia                | 07/01/1943 |
| Conte Cosimo Damiano |                                                      | 26/01/1919 | Albania               | 16/11/1940 |
| Del Piano Adolfo     | 14º artiglieria medaglia bronzo v.m.                 | 08/12/1919 | Grecia                | 12/11/1940 |
| Fiorentino Leonardo  | 11º artiglieria                                      | 17/6/1912  | Russia                | 18/1/1943  |
| Leo Giuseppe         |                                                      | 24/03/1922 | Merano                | 22/05/1946 |
| Mangione Cosimo      | geniere                                              | 27/10/1919 | Rodi                  | 13/08/1942 |
| Mangione Eupremio    |                                                      | 20/03/1920 | Cesena                | 01/07/1945 |
| Mangione Luigi       | maresciallo artiglieria C.A. croce di guerra al v.m. | 12/03/1898 | Napoli                | 19/12/1944 |
| Montinari Donato     | geniere                                              | 12/02/1921 | Luneburg              | 19/07/1945 |
| Montinaro Pasqualino |                                                      | 31/03/1923 | Amburgo               | 24/04/1945 |
| Nuzzaci Antonio      |                                                      | 08/03/1921 | Dortmund              | 18/07/1944 |
| Nuzzaci Umberto      | caporale 26° mortai                                  | 10/01/1922 | Russia                | 09/12/1942 |
| Pellegrino Ermanno   | caporal maggiore                                     | 19/01/1924 | Bologna               | 19/04/1945 |
| Perrone Donato       | geniere 40º gruppo                                   | 09/07/1915 | Cargnacco             | 06/03/1942 |
| Pinnella Antonio     |                                                      | 26/03/1914 | Albania               | 02/12/1940 |
| Ripa Antonio         |                                                      | 04/03/1916 | Cefalonia             | 08/09/1943 |
| Rizzo Salvatore      |                                                      | 02/05/1915 | loc.sconosciuta       | 25/07/1944 |
| Scarpa Salvatore     |                                                      | 19/12/1915 | loc.sconosciuta       | 18/11/1940 |
| Serra Antonio        | bersagliere                                          | 27/10/1918 | Africa settentrionale | 18/12/1941 |
| Stanca Ottaviano     | 12° batt. Camicie nere                               | 23/01/1918 | Russia                | 22/12/1942 |
| Toma Antonio         |                                                      | 06/12/1915 | loc.sconosciuta       | 08/09/1943 |
| Zizzari Raffaele     |                                                      | 28/01/1906 | Rodi                  | 18/02/1944 |
| Zollino Luciano      | 139º fanteria croce di guerra al v.m.                | 24/07/1920 | oltremare             | 19/04/1941 |

### Decorati al valor militare per la Resistenza
- 28 maggio 1949: Maresciallo Guardia di Finanza Salvatore Serra (Soleto 1910 - Roma)[26]

“Animato da profonda dedizione al dovere, con grande ardimento e capacità organizzativa costituiva un gruppo partigiano composto anche di soldati e sottufficiali alleati e insieme ad alcuni militari austriaci, da lui attratti alla causa della resistenza, effettuava ripetuti colpi di mano ad una stazione ferroviaria, riuscendo a liberare centinaia di giovani diretti ai campi di concentramento. Durante tutto il periodo di occupazione nemica della Capitale, sebbene individuato dallo spionaggio avversario in seguito all'arresto dei suoi gregari, non desisteva dall'attività partigiana dando un rilevante contributo in tutti i campi della lotta, dall'operativo all'informativo. Bell'esempio di virtù militari e di grande sprezzo del pericolo. Lazio, 8 settembre 1943 – 4 giugno 1944”.

### Medaglia d'onore alla memoria
- 2 giugno 2015: Carabiniere Reale Rosario CAGNAZZO (Soleto 27/08/1920- Soleto 03/09/1979)

In forza alla XIV Compagnia Motorizzata Carabinieri Reali, fu catturato ad Atene in Grecia il 9 settembre 1943 e deportato nel campo di concentramento nazista in Germania di Torgau. Due anni dopo fu liberato dagli alleati, l'08/05/1945, raggiungendo a piedi e con mezzi di fortuna il piccolo paese natio in provincia di Lecce. Commemorato il 27 gennaio 2024 con pietra d'inciampo in prossimità della sua abitazione.
- 27 gennaio 2025: Artigliere Luciano Antonio ATTANASI (Soleto il 28/06/1922 – Patroklos -Grecia- 11/02/1944).

In forza al Reggimento di Artiglieria contraerea autocarrata per il 14º Reggimento “Egeo”, fu catturato dai nazisti a seguito dell’armistizio dell’8/09/1943 mentre apparteneva alla 143ª Batteria da posizione del 15º Reggimento di Artiglieria, Posto militare 550.  Scomparso in mare in seguito al naufragio del piroscafo “Oria” che lo trasportava prigioniero dall’Egeo nel continente l’11/02/1944.
- 27 gennaio 2025: Fante Luciano Pasquale ATTANASI (Soleto 05/01/1922 – Soleto 19/04/1999)

In forza al 9º Reggimento Fanteria “Regina”. Fu catturato dalle truppe nazifasciste a Rodi l’08/09/1943 e deportato in Germania nel campo di Rumpenheimer Schloss (Francoforte sul Meno). Verrà liberato dagli alleati il 08/05/1945, rientrando in Italia il 14/08/1945.
- 27 gennaio 2025:  Fante Salvatore CARACHINO (Soleto 24/12/1923 – Soleto 02/11/1973)

In forza al 7º Reggimento Fanteria, Divisione “Cuneo”, fu catturato dai tedeschi l’8 settembre 1943 mentre si trovava in Grecia e deportato in Germania con rimpatrio datato 07/08/1945. Numero di internamento 49119, internato nello STALAG XXII A, ubicato nei pressi di Limburg. 
Commemorato con pietra d’inciampo il 31 gennaio 2025 nei pressi della sua abitazione.
- 27 gennaio 2025:  Fante Dante DE FLORENTIS (Soleto il 07/12/1921 – Tricase 14/01/2005)

In forza presso il 47º Reggimento Fanteria fu catturato, dalle forze nazifasciste l’08/09/1943 mentre era in Montenegro e deportato in Germania. Risulta prigioniero fino al 30/04/1945 e rimpatriato il 21/11/1945 numero di internamento 19022. Internato nello STALAG IX B, ubicato a BadOrb nei pressi di Francoforte. 
Commemorato con pietra d’inciampo il 31 gennaio 2025 nei pressi della sua abitazione.
- 27 gennaio 2025: Fante Gennaro LATINO (Soleto il 14/05/1918 – Soleto 18/04/1998)

In forza presso il 232º Reggimento Fanteria di Bolzano fu catturato dai nazisti l’08/09/1943 e condotto in Germania. Verrà liberato dalle truppe alleate il 08/05/1945 e rimpatriato il 15/09/1945.
- 27 gennaio 2025: Carabiniere reale Antonio PINNELLA (Soleto 11/03/1920 – Soleto 06/08/1986)

In forza alla Legione Carabinieri reali di Tirana – Albania, fu catturato in data 08/09/1943 e condotto in Germania. Liberato dalle truppe Americane in data 08/05/1945 e trattenuto fino al successivo 20/05/1945 allorquando verrà rimpatriato.
- 27 gennaio 2025: Geniere Giuseppe STANCA (Soleto 05/01/1922 – Bisceglie 13/10/1998)

In forza al 1° Centro Automobilistico (Divisione Cagliari) Autoreparto Autonomo, in Grecia  fu catturato dai nazifascisti l’08/09/1943 a seguito dei fatti d’armi di Tripolis (Grecia) e deportato in Germania. Verrà liberato il 15/04/1945 dalle Forze Armate Americane con rimpatrio datato 26/07/1945. Internato con numero di internamento 136002 in un campo di prigionia di Kahla in Turingia, nello Stammlager XIA nei pressi di Altengrabow e nello STALAG XII A, ubicato nei pressi di Limburg. 
Commemorato con pietra d’inciampo il 31 gennaio 2025 nei pressi della sua abitazione.
- 27 gennaio 2025: Brigadiere dei Carabinieri reali Antonio Carmelo TARANTINO (Soleto 06/10/1905 – Lecce 30/01/1964)

In servizio presso la legione territoriale Carabinieri reali di Roma fu catturato a Roma, presso la Caserma di San Lorenzo in Lucina in data 07/10/1943. Numero di internamento 121670. Liberato il 25/04/1945. Internato presso lo STALAG VII-A. (Moonsurg) Tra Dachau e Monaco.

### Guerra di liberazione 1943-45
- 4 aprile 2016 Soldato Cosimo Polimeno nato a Soleto 6 ottobre 1924 croce al merito di guerra quale combattente nella guerra di liberazione inquadrato nei reparti regolari delleFFAA.

### Le campane: suoni e segnali
Per oltre tre secoli (dal 1600 al 1900) le campane hanno avuto una loro importanza pratica nella vita sociale dei soletani.
Ogni campana aveva una voce propria, diversa dalle altre, e un ritmo impresso manualmente dai vari esecutori così da essere riconoscibile da chi abitava in centro ma anche in periferia o in campagna. Innanzitutto erano scandite le ore in base alle funzioni religiose e all'abitudine di fare un particolare scampanio finale per l'inizio delle varie messe. Così se ci si doveva alzare alle 7,30 bastava aspettare lo scampanio di S.Nicola se invece alle otto quello del campanone della Chiesa madre. I più mattinieri invece erano allertati alle 6 dalla campanella del Convento che essendo più piccola aveva una voce più squillante. A mezzogiorno, anche se si era distanti dal paese per due chilometri, si era avvisati che era ora di pranzo dallo scampanio festoso di tutte le campane contemporaneamente. Lo stesso accadeva alle 17 per l'Ave Maria e il ritorno dal lavoro dei campi. Alle 18 invece, solo la Chiesa Madre, che conserva il registro dei nati e dei morti, era autorizzata ad annunciare la nascita di un bambino maschio o femmina (era importante farlo sapere a tutto il paese) con tre tocchi finali della campana media oppure due. Se invece si doveva annunciare che vi era un funerale in corso venivano fatti 20 rintocchi lenti e distanti. Ad una ad una tulle le campane si sono azzittite per l'assenza delle suore prima, dei frati poi e dall'idea di trasmettere con altoparlanti invece del suono delle vecchie campane soletane quello di anonime campane romane registrate.

### Il centro storico
Nel primo dopoguerra il centro storico di Soleto ebbe una grande importanza sia per i rapporti umani che economici. Al posto di vecchie case con tetti a tegole vennero edificati palazzi con volte in tufo e prospetto in pietra leccese, portone per accesso con calesse, atrio interno da cui prendono luce le stanze e giardino retrostante. Nonostante la mancanza di illuminazione elettrica (supplita da lampade ad olio) e da acqua corrente (sostituita da numerose cisterne che raccoglievano le acque piovane) il centro racchiudeva tutti gli esercizi commerciali, farmacia, barbieri, calzolai e sarti oltre a numerose rivendite di vino (puteche dal greco αποθήκη=deposito).
Il primo bar moderno in Via Umberto I aveva un biliardo e un grammofono (con carica a manovella) fatti arrivare appositamente da Milano nel 1920. Qui venivano confezionati i primi gelati senza frigorifero ma con i blocchi di ghiaccio conservati per 24h in una cassa zincata in cui ogni giorno venivano portati con un veloce calesse (sciarabbà) dalla vicina Galatina dove era nata la prima fabbrica del ghiaccio a corrente elettrica. In questo bar, settimanalmente, si tenevano degli spettacoli di burattini o pupi siciliani che raccontavano le storie di Orlando a Roncisvalle o del principe Amleto. Il caffè era in pratica dell'orzo tostato in casa e fatto bollire in cuccume tenute tiepide sui carboni (non vi era ancora il gas). Anche i liquori serviti al banco erano per la maggior parte preparati in casa con coloranti e sapori essenziali diluiti in acqua e alcool. Il bar era luogo di ritrovo principale per chi andava presto al lavoro o per chi vi passava le noiose sere d'inverno. In estate invece vi si potevano affittare delle biciclette ad ore per passeggiate in campagna senza dover impegnare cavalli e calesse.
Il maniscalco aveva una fumosa officina all'angolo della Via del Convento con la circonvallazione ed era affollato come oggi l'officina di un gommista o elettrauto. L'unico riparatore di biciclette (forature, rottura di catena ecc.) era in Via Ospedale e lì vi ha lavorato per oltre 50 anni alla luce del sole e senza acqua corrente. Le strade erano frequentate tutto il giorno da passanti che nella Piazza Vittorio Emanuele II trovavano i negozi di alimentari, fiori, frutta e verdura, merceria, cartoleria e abbigliamento e che volentieri si fermavano a chiacchierare con amici e parenti seduti vicino alla porta di casa tenuta sempre aperta. La vecchia farmacia all'angolo con via Castello si era poi trasferita all'angolo con Via Convento ed era ritrovo di intellettuali e aristocratici. Le botteghe di barbiere (ve ne erano cinque nel solo perimetro della Piazza) erano affollate tutte le ore del giorno e anche la domenica mattina con numerosi garzoni che insaponavano i clienti facendo loro in 15 minuti il riassunto di tutte le novità sportive o politiche della giornata. Sempre in Via Ospedale vi erano due macellerie, un forno per pane e dolci, una merceria, un pittore, e un falegname.
Non esistevano asili nido o scuole materne: alcune signorine ricamatrici (méscie) tenevano sedute per 4 ore su scannetti di legno le bambine esercitandole nel ricamo. Falegnami, fabbri, fornai e barbieri tenevano impegnati i maschietti insegnando loro un lavoro. Molti gli animali in casa: oltre al cane o al gatto vi erano galline ruspanti nell'orto dietro casa o giumente e muli nella stalla col calesse. Alcuni tenevano anche una o più mucche ma con una ordinanza del sindaco erano state limitate alla circonvallazione o al Cupone dove la mattina ci si recava per acquistare il latte fresco o la ricotta.

## Dal 1950 ad oggi
Dopo la storica nevicata del febbraio 1956, durante l'amministrazione comunale del Sindaco Marra, vennero demoliti gli edifici in cattivo stato di manutenzione in Piazza Municipio (prima nota come piazza Vittorio Emanuele II) e la vecchia torre dell'orologio (vedi foto su) adiacente per costruire l'attuale palazzo municipale restringendo la piazza e acquisendo alcuni edifici confinanti.
Venne anche piantumata la villa comunale detta dai soletani cupone con all'ingresso, nel pavimento, lo stemma del Comune (il sole a 16 raggi) composto da marmo e impasti colorati e levigati. Il cupone era originariamente delimitato da una doppia fila di querce e utilizzato come campo di calcio sterrato stendendo una fune sul primo filare di querce e disegnando con polvere di calce le due aree.
Al centro della villa comunale venne poi edificato il monumento ai caduti e definitivamente sistemata la stele in pietra sormontata da una croce (Osanna) da cui il piazzale prende il nome.
Le suore d'Ivrea, tra cui la soletana Suor Maria Carmelita Rizzo (1926-2011), aprirono a Soleto una scuola materna e una scuola elementare in luogo di un grande palazzo della famiglia Manca sito nell'omonima via del centro storico e negli anni '60 lo ingrandirono e arricchirono con una chiesetta affiancata all'istituto.
Il cinema-teatro Candido e il cinema-arena Scarpa erano le due sale di proiezione cinematografica ora non più attive. Fra la seconda metà degli anni settanta e i primi anni novanta sono state attive alcune emittenti radiofoniche, delle quali le più note sono state Radio Rinascita e Radio Onda Verde (la più longeva, operante dal 1981 al 1991), quest'ultima organizzatrice di eventi locali fra cui i veglioni di carnevale presso il cine-teatro SCARPA e il Presepe Vivente.
La nuova scuola media sorse negli anni settanta su un'area detta le 4 are (grande aia di un'antica masseria) dopo aver utilizzato per anni il vecchio palazzo comunale (palazzo Sergio) in Via Umberto I ed ora sede della Biblioteca Comunale.
Negli anni ottanta nacque la prima squadra di pallavolo che necessitava di un campo da gioco. L'amministrazione comunale guidata dal sindaco prof. Fortunato Danieli recepì le richieste dei giocatori e realizzò il centro sportivo polivalente, progettato dall'architetto soletano Giovanni Miccoli, dotato di due campi da tennis e due di pallavolo/pallacanestro e pista di pattinaggio. L'attuale slargo stradale prospiciente l'entrata posteriore del centro ha preso il posto della masseria Mega e della cisterna di dimensioni veramente notevoli.
Successivamente venne realizzato anche il pallone tensostatico e il campo di calcetto. Oggi il centro sportivo viene utilizzato anche per concerti e manifestazioni.

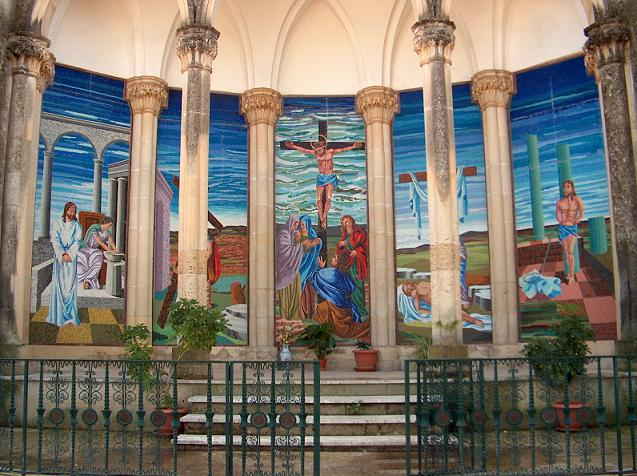
Mosaico del Calvario - Piazzale Convento

Anche il  piazzale del Convento è stato attrezzato a verde con al centro la statua della Madonna delle Grazie posta su un alto piedistallo in cemento, sostituito l'8 dicembre 2017 da un solido basamento in pietra leccese. Lo sfondo del piazzale è arricchito dal mosaico policromo del Calvario di Cristo ad opera del prof. Moscara.
Il centro storico diventava sempre più disabitato mentre nuovi quartieri sorgevano prevalentemente verso ovest spostando di fatto la maggioranza delle abitazioni e degli abitanti verso la via Galatina.I negozi e gli uffici dal centro si sono spostati sul vecchio anello stradale del Viale Raimondello Orsini e una nuova circonvallazione ora dirotta il traffico pesante verso il nord collegando via Martano, via Sternatia e via Galatina.
La Residenza socio-sanitaria assistenziale per anziani "La Fontanella" nasce nel 1999 per volontà di Mons. Vittorio Matteo, in memoria del fratello Sacerdote Vito Matteo, con lo scopo di avviare iniziative di alto profilo sociale.La denominazione "La Fontanella" trova le sue origini dal toponimo con cui veniva storicamente individuata la località sulla quale sorge la struttura. 
Nel 2002 è stato completato viale Gubbio che collega via Sogliano e via Martano, due principali arterie di accesso al centro abitato situate a sud-est. L'amministrazione della Provincia di Lecce nel 2008 ha inaugurato il sottopassaggio ferroviario sulla provinciale per Galatina.
Il nuovo Centro Anziani è stato collocato nell'ex mercato coperto in largo Osanna.
La sede del municipio è stata spostata in Largo Osanna n.30 dal 2 dicembre 2023.

## Personalità civili e religiose

### Decorati al Merito della Repubblica Italiana (vedi sito del Quirinale 1992-2023)
| Cognome e nome             | Titolo          | Onorificenza                                | Anno    |
| -------------------------- | --------------- | ------------------------------------------- | ------- |
| Ancora Marco               | 1^ M.llo Lgt    | 2 Medaglie d'argento al merito di Marina    | 2015-16 |
| Aprile Cosimo              | M.llo Aiut.     | Cavaliere al merito della Repubblica        | 1999    |
| Aprile Luigi               | M.llo Aiut.UPS  | Cavaliere al merito della Repubblica        | 1999    |
| Aprile Vittorio            | Ten. Col.       | Cavaliere al merito della Repubblica        | 1994    |
| Attanasi Mario Vito        |                 | Cavaliere al merito della Repubblica        | 1995    |
| Attanasi Cosimo Umberto    | Luogotenente    | Cavaliere al merito della Repubblica        | 2011    |
| Baffa Donato               | Col.            | Ufficiale al merito della Repubblica        | 1993    |
| Bray Antonio               | M.llo Capo      | Cavaliere al merito della Repubblica        | 2013    |
| Bray Luigi                 |                 | Cavaliere al merito della Repubblica        | 2021    |
| Cafaro Luigi               | 1^ M.llo Lgt    | Cavaliere al merito della Repubblica        | 2008    |
| Cafaro Vittorio            | ingegnere       | Cavaliere al merito della Repubblica        | 1995    |
| Cagnazzo Luigi             |                 | Cavaliere al merito della Repubblica        | 1992    |
| De Prezzo Rocco            | Ten. Col.       | Cavaliere al merito della Repubblica        | 1992    |
| De Prezzo Rocco            | Col.            | Ufficiale al merito della Repubblica        | 1999    |
| Gemma Giuseppe             | Col.            | Commendatore al merito della Repubblica     | 1994    |
| Gervasi Giuseppe           | Dott.           | Ufficiale al merito della Repubblica        | 1995    |
| Giovinazzo Luigi           |                 | Cavaliere al merito della Repubblica        | 2009    |
| Giovinazzo Emanuele        | App. scelto     | Cavaliere al merito della Repubblica        | 2010    |
| Ingrosso Luigi             | M.llo 1ª classe | Cavaliere al merito della Repubblica        | 1995    |
| Ingrosso Fernando          | Aiut            | Cavaliere al merito della Repubblica        | 2000    |
| Levanto Giuseppe           |                 | Cavaliere al merito della Repubblica        | 2006    |
| Pizzolante Cosimo Tommaso  |                 | Cavaliere al merito della Repubblica        | 2017    |
| Polimeno Paolo             | M.llo 1ª classe | Cavaliere al merito della Repubblica        | 1993    |
| Polimeno Salvatore Antonio | Generale B.     | Cavaliere al merito della Repubblica        | 2013    |
| Polimeno Giorgio           | Ten. Col.       | Cavaliere al merito della Repubblica        | 2002    |
| Ramundo Luigi              | Col.            | Cavaliere al merito della Repubblica        | 2002    |
| Rizzo Antonio              | 1^ M.llo        | Commendatore al merito della Repubblica     | 2002    |
| Russo Vincenzo Giuseppe    |                 | Ufficiale al merito della Repubblica        | 1998    |
| Scalese Sergio Antonio     | Col.            | Cavaliere al merito della Repubblica        | 2007    |
| Scalese Sergio Antonio     | Generale B.     | Ufficiale al merito della Repubblica        | 2019    |
| Scalese Sergio Antonio     | Generale B.     | Commendatore al merito della Repubblicaa    | 2023    |
| Serra Maurizio             | 1^ M.llo        | Cavaliere al merito della Repubblica        | 2009    |
| Serra Mario                |                 | Cavaliere al merito della Repubblica        | 1995    |
| Stanca Cesario             | Dott.           | Grande Ufficiale al merito della Repubblica | 1995    |
| Stanca Salvatore           | Aiut.           | Cavaliere al merito della Repubblica        | 2000    |
| Stanca Silvano             |                 | Ufficiale al merito della Repubblica        | 1999    |
| Stanca Vittorio            | Generale C.A.   | Croce d'argento al merito dell'Esercito     | 1995    |
| Villani Antonio Giovanni   | Col.            | Cavaliere al merito della Repubblica        | 2013    |
| Zizzari Giuseppe           |                 | Ufficiale al merito della Repubblica        | 1994    |
| Zollino Italo              |                 | Cavaliere al merito della Repubblica        | 2000    |

### Decorati al Merito del Lavoro (Cavalieri del lavoro)
- 1895 Orsini Paolo - sindaco[28]
- 1898 Carrozzini Giuseppe - assessore comunale[29]
- 2000 Nuzzaci Carmine - imprenditore
- 2009 Giovinazzo Luigi - Soleto spa - Milano imprenditore

### Decorato Stella al Merito del Lavoro
- 2008 Matteo Vincenzo Rocco - Avio spa - Brindisi

### Onorificenza Arma CC: Croce d'Oro
- 2005 decreto 31 gennaio al Gen.  C.A.  AUS.  Giuseppe Gemma nato il 7 febbraio 1938 a Soleto (LE)

Nel corso di oltre quarantacinque anni di prestigiosa carriera militare, ha profuso un incondizionato impegno nell'espletamento di sempre più alti incarichi.

### Medaglia d'Oro del Ministero della Difesa Francese
- Parigi 14 Settembre 2011 al Gen. B. Salvatore Antonio Polimeno nato il 12 Giugno 1959 a Soleto (LE)

Per il servizio prestato nella "Missione di Assistenza Esterna" in Kosovo quale Capo della "Military Civil Advisory Division".

### Comandanti Stazione CC Soleto
- 1987 - 2007 Luogotenente Fausto Galardini
- 2007 - 2021 M.llo Gennaro Palmieri
- 2021 - oggi M.llo capo Michele Giannachi

### Cronotassi dei Rettori del Santuario "S. Maria delle Grazie"
(a partire dal 5 agosto 1953 quando l'Arcivescovo di Otranto, Mons. Raffaele Calabria, elevò la Chiesa di S. Maria delle Grazie a Santuario Mariano Diocesano)
- 1953-1954 Padre Leonardo Durante
- 1954-1955 Padre Giuliano Rizzelli
- 1955-1957 Padre Pier Battista Buttiglione
- 1957-1963 Padre Leopoldo D'Ostuni
- 1963-1966 Padre Mario D'Ostuni
- 1966-1969 Padre Isidoro Tundo
- 1969-1972 Padre Gerardo Chirico
- 1972-1975 Padre Giuseppe Nardelli
- 1975-1981 Padre Carmelo Renato
- 1981-1984 Padre Giacinto Vetrugno
- 1984-1987 Padre Ubaldo Fina
- 1987-1993 Padre Pasquale Carriero
- 1993-1996 Padre Daniele Pichierri
- 1996-1999 Padre Cosimo Pro
- 1999-2002 Padre Daniele Pichierri
- 2002-2003 Padre Corrado Morciano
- 2003-2005 Padre Salvatore Tamburrano
- 2005-2008 Padre Rossano Corsano
- 2008-2011 Padre Giancarlo Maria Greco
- 2011-2013 Padre Massimo Tunno
- 2013-2014 Padre Giancarlo Maria Greco
- 2014-2022 Padre Domenico Pulimeno
- 2022-ad oggi Padre Salvatore Peluso

Annotazioni:
Fino al 1987 i Superiori locali del Convento, cioè fino a Padre Ubaldo Fina, vengono chiamati Presidenti;
Dal 1987 in poi, cioè a partire da Padre Pasquale Carriero, vengono chiamati Guardiani;
Dal 2008 al 2011 il Convento è casa filiale di Galatina ed è affidato ad un Responsabile;
Nel 2011 il Convento non ha la presenza stabile dei frati ed è affidato alla fraternità di Galatina. Pertanto, nella cronotassi sono riportati i Guardiani del Convento di Galatina.

### Protopapas - rito greco
- -1418 Papas Teodosio Megha
- 1419-1453 Abate Giorgio de Tullie (Monastero di San Nicola)
- 1454-1501 Papas Giovanni Tafuri
- 1516 Papas Antonio Viva (Archivio Diocesi Otranto- Precedenza nella cerimonia dell'obbedienza al Vescovo)
- 1540 Papas Angelo Arcudi da Corfù
- 1562-1575 Papas Nicola Viva (in quadro Madonna del Rosario - chiesa matrice)

### Arcipreti - rito latino
- 1576-1612 Don Antonio Arcudi (Archipresbyter-Protopapa di rito greco, autore del Nèon Anthològhion pubblicato nel 1598 dalla Tipografia Vaticana)
- 1612-1637 Don Francesco Arcudi (Archipresbyter poi vescovo di Nusco)
- 1637 Don Nicola M. Tafuri (vedi archivio parrocchiale)
- 1700 Don Nicola Viva (cfr. casa in via XX Settembre)
- 1705-1710 Don Giovanni Pietro Sergio (cfr. battesimo Serafino Carrozzini- nozze Carrozzini-Calò)
- 1750 Don Giuseppe Castrì (cfr. restauro campanile)
- 1781-1789 Don Donato De Luca (decisione costruzione nuova chiesa matrice)
- 1816 Don Paolo Nuzzaci (cfr. catasto murattiano)
- 1823-1853 Don Giuseppe Campa
- 1907 Don Giuseppe Stanca 1879-1959 (pàpa Peppino)
- 1916-1935 Don Salvatore Stanca (pàpa Pici)
- 1954-1996 Don Giuseppe Greco (don Pippi) - ultimo Arciprete.

### Parroci
- 16 giugno 1996 -11 settembre 2015 Don Pantaleo Rossetti (originario di Galatina)
- 12 settembre 2015 - oggi Don Daniele Albanese (originario di Galatina)

### Badesse Monastero S. Chiara (Clarisse o sorelle povere dell'Ordine di Santa Chiara)
- 1865-1905 Geltrude Monosi (1827-1908) Acquistò con proprio denaro il monastero per salvarlo dalla soppressione dopo l'unità d'Italia e diresse un educandato per le ragazze delle famiglie aristocratiche (è sepolta nel Convento).
- 1930-1958 Candida De Mitri (1911-2004) dal 1958 badessa del Monastero di Bisceglie da lei fondato nel 1972
- 2000 Chiusura del Monastero di Soleto e fondazione a Scutari in Albania di un nuovo Monastero intitolato a "S. Chiara di Assisi" . Inaugurato nel 2005 sorge all'ingresso della città sulla collina di fronte al Castello e dipende dall'Archidiocesi di Otranto.

### Palazzi - Famiglie - Stemmi
Tra la fine del Quattrocento e gli inizi del Cinquecento vennero edificati nel centro storico i palazzi delle famiglie più importanti.
Alcuni furono poi modificati o ingranditi nei secoli successivi ma dagli stemmi scolpiti in pietra leccese possiamo dedurre il nome della famiglia che ne fu proprietaria e così in ordine alfabetico troviamo:

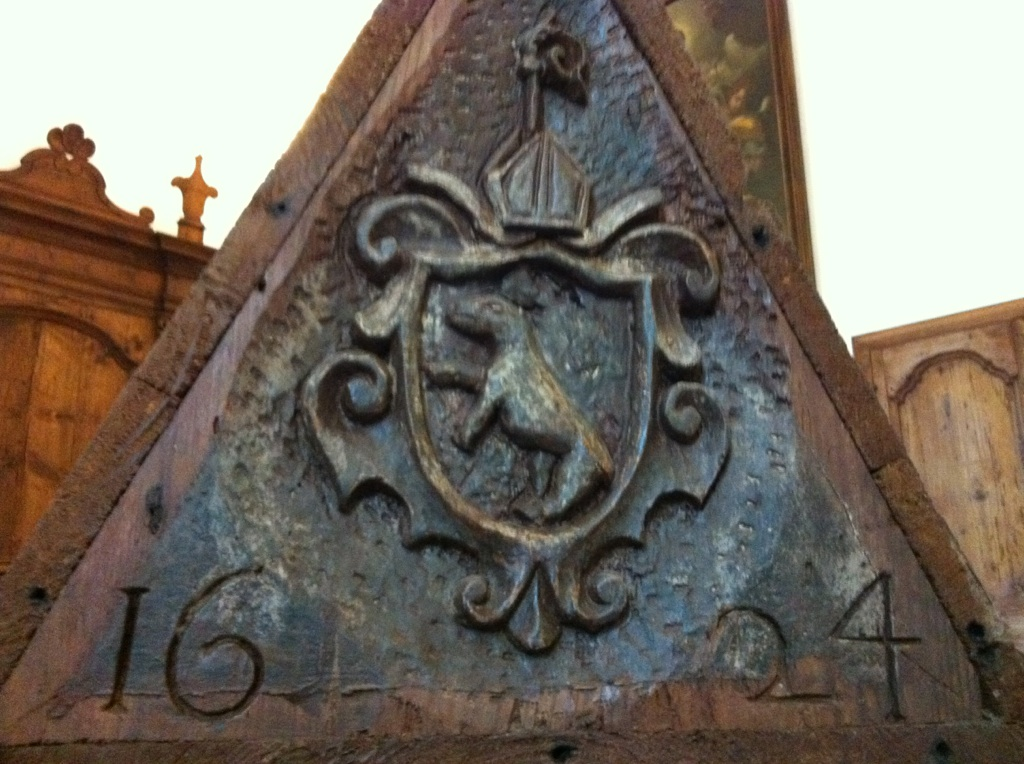
Stemma Arcudi

Arcudi - stemma: Orso rampante a sinistra con cinque stelle. Visibile su un documento del 1639 di Francesco Arcudi (1596-1641) ,vescovo di Nusco (AV), ma anche sul leggio del coro nella chiesa parrocchiale di Soleto del 1624. Famiglia di sacertodi bizantini originaria di Corfù tra cui il più noto Antonio Arcudi Corcyrensi Archipresbyter Soletanus (1554-1612). Altro ramo della famiglia a Galatina con Silvio Arcudi (1576-1646) e Alessandro Tommaso Arcudi (1655-1718).

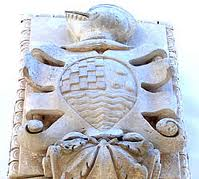
Stemma Attanasi

Attanasi - stemma: Tripartito con scaccato, onde e tre fortezze come i tre fratelli Attanasi, uomini d'arme, il più famoso: Niceta Attanasi. Un sacerdote Roberto Attanasi ed un chierico Antonio Attanasi sono i primi di cui si ha documentazione nella visita del vescovo De Morra del 1607. Altri Ferdinando e Julio Attanasi sono rappresentati in basso a sinistra nella tela del Rosario del 1607 nel Santuario della Madonna delle Grazie di Soleto. Nel catasto murattiano del 1816 troviamo il canonico don Luigi Attanasi ed il notaio Giuseppe. Altri due notai Attanasi Paolino (1729-1786) e Lazzaro(1800-1842) risultano attivi rispettivamente a Soleto e Cutrofiano.
Blanco - stemma: Due delfini legati alla coda. Nel catasto murattiano del 1816 sono censiti i proprietari Benedetto e Domenico Blanco con casa di 9 camere, cucina e cortile all'Isola Blanco. Ai primi del '900 Don Limone Blanco era il farmacista di Soleto immortalato a Lecce in un pupo di cartapesta.
Calò - stemma: Serpente avvinghiato ad albero. Visibile in un palazzo di via Arcudi. Famiglia di origine greco-albanese arrivata al seguito dei Castriota-Scanderbeg duchi di Galatina e Soleto nel 1485. Altri palazzi della famiglia a Cutrofiano, Gallipoli e Corigliano d'Otranto.
Carrozzini - stemma: Ruota (abbinata con carrozza con sopra stemmi di famiglie imparentate come i Sergio). Altri rami della famiglia a Galatina, Lecce, Caprarica, Supersano, Carpignano Salentino. Un sacerdote Giacomo Carrozzini e un chierico Porfirio Carrozzini sono i primi di cui si ha documentazione nella visita del vescovo De Morra del 1607. Desiato Carrozzini di Soleto ha un atto di permuta con Cassandra Mongiò di Galatina nell'archivio del notaio Raimondo Scalfo del 6/3/1558 (oggi presso l'Archivio di Stato di Lecce).
Da questa famiglia di sacerdoti bizantini con capostipite Francesco, l'abate della vecchia chiesa di S.Nicola, derivarono diversi rami tra cui quello di
- Diego Carrozzini (1670-1739) medico e figlio del chierico Vito sposato Manca;[31]
- e di frate Serafino (1705-1767) figlio di Nicolò e Teresa Manni fondatore della chiesa di san Pasquale Baylon a Taranto.[32]
- Nipote di Diego fu Francesco Carrozzini (1750-1837) medico il cui nipote Vitoronzo (1786-1866) giudice municipale sposò Silvia Sergio e fu padre di Carlo.
- Dopo il matrimonio Carrozzini-Sergio lo stemma di famiglia divenne la carrozza sormontata dal leone rampante a sinistra. Da Carrozzini Carlo (1809-1859) e Felicita Gentile nacquero Carmela (moglie del duca Ghezzi di Carpignano e madre del beato Michele Ghezzi 1872-1955), i missionari gesuiti Vito e Vincenzo, Maria Grazia (1853-1903) fondatrice dell'Ospedale, i professori Alfonso e Diego e l'onorevole Antonio consigliere provinciale e deputato nel 1896.[33]

Manca famiglia proveniente da Monteroni e imparentata con i Carrozzini. Massimilla Manca è madre di Diego Carrozzini (battesimo 1670). Nella Chiesa Matrice di Soleto nelle tela di S.Domenico del 1685 (a destra della porta principale) è raffigurato in basso a sinistra il cavaliere alfiere Angelo Manca. Canonico della stessa chiesa Teodosio Manca che nel 1779 si opponeva alla demolizione della vecchia Chiesa Matrice. Nel catasto murattiano del 1816 la famiglia Manca dà il nome all'Isola Manca dove possiede un palazzo con 9 camere al primo piano. Sindaci di Soleto Salvatore Manca (1831-1837) e Giuseppe Manca (1880-1889) a cui è intitolata una strada del centro.
Nuzzaci Un chierico Stefano Nuzzaci è il primo di cui si ha documentazione nella visita del vescovo De Morra del 1607. Nel catasto murattiano del 1816 sono censiti Paolo Nuzzaci arciprete, Angelo contadino e Giacomo pellettiere. Nuzzaci Vincenzo notaio a Copertino dal 1777 al 1834. Da Domenico Nuzzaci il figlio Paolo e il nipote Carmine ai primi del '900 nacque la cooperativa di cavamonti e selciatori poi trasformata negli anni '50 nella ditta individuale Nuzzaci Carmine e dal 1974 in società a r.l. Nuzzaci strade.
Orsini - stemma: Orso rampante a destra. Vedi scudo sull'entrata del palazzo omonimo. Ferrante Ursinus (Orsini) è padrino al battesimo di Diego Carrozzini nel 1670. Nel catasto murattiano del 1816 troviamo il possidente Oronzio Orsini con palazzo a 9 camere. Sindaco di Soleto Paolo Orsini nel 1905.
Rizzo - stemma: Riccio. Numerosi ecclesiastici nella famiglia Rizzo: 1476 Battista Rizzo figlio del prete Antonio. Nella visita vescovile del 1538 nella parrocchiale di Soleto gli altari della S.Croce,S.Candelora e Spirito Santo risultano di patronato dei Rizzo. Nella visita del 1607 ci sono il sacerdote Stefano Rizzo e il chierico Marco Antonio. Un testamento del 1654 è relativo al lascito alla parrocchiale del sacerdote Crisostomo Rizzo. Il notaio Rizzo Giuseppe Antonio risulta attivo dal 1705 al 1740. La famiglia viveva nella canonica adiacente alla Chiesetta di Santo Stefano.
Salomi - stemma: Leone rampante a sinistra e colomba a destra. Vedi altare Santa Veneranda della famiglia Salomi nella chiesa parrocchiale.Di origini ebraico-ungheresi.Mariano Salomi è chierico nella visita del 1607. Notaio Angelo Salomi nel 1683, il palazzo è quello che si trova a destra entrando a Soleto da porta S.Vito,ora sede della biblioteca comunale. Imparentati con i Carrozzini dopo il matrimonio di Tommaso Carrozzini con Rosa Salomi. Ramo dei Salomi a Carpignano Salentino (Liborio Salomi).
Salvatori - stemma: Gallo con scettro. Vedi palazzo in parte diruto in via Arcudi con balconata al primo piano. Tra le prime cinque famiglie Soletane con maggiore reddito ha espresso un sindaco nel 1750 Giuseppe Oronzo Salvatori ed un medico Nicolao Angelo Salvatori teste al matrimonio di Diego Carrozzini nel 1710. Nel catasto del 1816 Salvatori Luigi possiede una casa con 11 camere, forno, cantina, trappeto, cortile ed orto all’ Isola Viva N° 159 oltre al terreno Ungulìa.
Sergio - stemma: Blasonato dal Montefusco <<All'albero sradicato fondato sulla pianura, sinistrato da un leone rampante>>. Rami della famiglia anche a Martano e Gallipoli.
Le iniziali S.C. impresse sullo scudo palesano che appartenesse all'ordine Senatorio. In Roma esisteva la Casa Sergia. Altare e sepolture di famiglia nella chiesa parrocchiale soletana (Altare Madonna dei Chiodi con tela di S.Sergio). Nel 1648 eretto altare a S.Antonio e nel 1755 la famiglia Sergio eredita il patrocinio dell'altare di S.Francesco da Paola eretto nel 1706 da Domenico Pace. Giovanni Pietro Sergio arciprete nel 1710 alle nozze Carrozzini-Calò. Pietro Sergio sindaco di Soleto nel 1860. Il ramo del giureconsulto Stefano Sergio (1693-1779) si spostò a Martano.

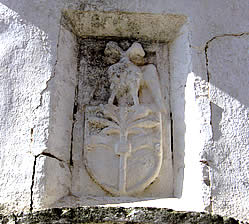
Stemma della famiglia Tafuri-casa natale Soleto

Tafuri - stemma: Albero di quercia con due fulmini che si scagliano contro ma non lo colpiscono. Un'aquila bicipite scolpita sopra fa pensare ad un'origine albanese della famiglia già presente a Soleto nel XIV secolo. Lo stemma è visibile sulla casa natale di Matteo Tafuri(1492-1582). Il medico Onofrio Tafuri è padrino al battesimo di Diego Carrozzini nel 1670 e un altro Agostino Tafuri è testimone alle sue nozze del 1710. Rami della famiglia a Nardò e Gallipoli.
Viva - stemma: Fenice. Visibile su angolo del cosiddetto palazzo della zecca, dimora nella seconda metà del '500 degli ultimi protopapi di rito greco. La famiglia, trasferitasi successivamente a Galatina, riporta lo stemma di famiglia nei palazzi in corso Garibaldi e di in via Robertini con la sola aggiunta in alto a sinistra del sole per ricordare le origini soletane.

## Soleto e dintorni

### Toponomastica
Chiàni ovvero località Piani tra Soleto e Sogliano. Così detta perché in pianura cioè ad un livello più basso rispetto a Soleto. Località di villeggiatura per i Galatinesi nonostante la vicinanza del cementificio Colacem.
 Cupòne dal latino Caupona osteria. Noto come Largo Osanna era un crocivio stradale appena fuori dalle mura medioevali di Soleto. Qui incrociavano le strade per Galugnano-Lecce, Sternatia, Zollino, Corigliano d'Otranto. Ora luogo di ritrovo e passeggio attrezzato con giardini pubblici, fontana, giochi.
Llevìtu in dialetto il territorio a Nord di Soleto coltivato ad uliveto. È una pianura carsica caratterizzata non soltanto dalle suggestioni dei mille e mille ulivi contorti, monumentali, che assumono le sembianze più varie, ma anche da un mosaico di pascoli rocciosi, seminativi, puntellati da numerose masserie e costeggiati da muretti a secco che rimandano indietro nel tempo.
Laccu Capraru ossia Lago del Capraro. Depressione carsica scavata nei millenni dalle acque piovane, che tornano a riempirla temporaneamente talvolta anche per più mesi nelle stagioni di maggiore piovosità. Sul fondo del laghetto sono state rinvenute alcune monete di età romana. Segna il confine tra i due comuni, Soleto e Sternatia. Dello stagno è rimasto solo il toponimo, ma durante i mesi invernali il terreno è comunque fangoso, tanto da consentire una folta presenza di piante acquatiche come il Quadrifoglio peloso, la Menta poleggio, la Verbena minore e la Calcatreppola di Barrelier.
Laccu Feretru ossia Lago morto. È situato a nord di Soleto, vicino al precedente, a ridosso di una stradina rurale, di fronte a una cava. Si tratta di uno stagno temporaneo di basso fondo raggiunge, infatti, i 25 cm di profondità e ha un'estensione di 1738 m².
Matàddhru.Località Metallo era una località di villeggiatura dell'Ottocento per Soletani e Galatinesi benestanti che lì avevano vigneti e ville di campagna a circa 3 km da Cutrofiano in direzione Collepasso.
Puzzièddhri in dialetto piccoli pozzi. Sono costruiti come i trulli in pietra ma al di sotto del livello stradale. Le ingegnose costruzioni, considerate arcaici serbatoi idrici, sorgevano nei pressi delle depressioni del terreno, dove confluivano naturalmente le acque piovane.
Puzzi te lu Scopianà. Località Scopianà (dal greco σκοπιὰ = posto di vedetta) è a est di Soleto sulla via per Martano dove un avvallamento naturale, dopo il Cimitero, funge da inghiottitoio per le acque piovane che si raccolgono appunto nei suddetti pozzi. Data la scarsità d'acqua, soprattutto in periodo estivo, era necessario calare, nei secoli passati, (prima della messa in funzione di pompe elettromeccaniche) nel pozzo un ragazzo che attingeva a mano il secchio in una profonda caverna sotterranea non raggiungibile direttamente dall'apertura verticale. Questa zona ricca di acqua era così contesa che di notte i proprietari vicini spostavano i muri di cinta per avere accesso ai pozzi.
Sciacù dal grico sciacuddri (folletto). Rione ad ovest del centro storico in direzione di Galatina dove dal dopoguerra si è avuta una maggiore espansione edilizia. È compreso tra Viale Italia I e II tratto, Viale Raimondello Orsini e Via Galatina.
Via te le cave.Oggi Via delle miniere a nord-est dell'abitato tra la via per Sternatia e quella per Martano. Le cave o miniere erano antichissimi depositi di argilla rossa circondati da pietra calcarea compatta. Oggi queste cave (svuotate dall'argilla) sono diventate cisterne di acqua piovana. Nell'ottobre del 1876 lo storico Cosimo De Giorgi passeggiando per questa strada descrive i ruderi della cappella di S.Leonardo parallela alla strada e della chiesetta di S.Lucia (di cui rimane un disegno del galatinese Pietro Cavoti ) con lo stemma della famiglia Orsini Del Balzo che probabilmente l'avevano restaurata nel XIV secolo.

### Masserie
Funzionali alla gestione del latifondo, le masserie erano allo stesso tempo luogo di produzione, di lavoro e d'immagazzinamento. Costruite come vere e proprie cittadelle autarchiche, con possibilità difensive, laddove vediamo ancor oggi torrette d'avvistamento e possenti mura di cinta. Si trovavano isolate come piccoli villaggi autonomi e avevano origini e funzioni differenti, come quelle dell'allevamento e dell'agricoltura. Eredi, strutturalmente ed economicamente parlando, della villa romana del basso impero, con una società e una produzione a circolo chiuso, diventeranno poi un intelligente utilizzo del territorio, che finirà per determinare forme abitative, economiche e anche culturali della vicina città.
Quelle di Soleto censite nel catasto murattiano (1816) sono ben 37 tra cui:
 a ovest 
- masseria Colaviva (8 camere e mulino) zona industriale Galatina-Lecce
- Scalelle (3 camere e cappella) a ovest in direzione Galatina
- Murrone (2 camere)
- Domenicani (2 camere e mulino)
- Morì (3 camere)

 a est 
- La Torre (2 camere) in direzione di Sogliano dove avvenivano le riunioni dei "carbonari" dopo il 1815 (anno del ritorno dei Borboni a Napoli).
- Matelica (2 camere)
- Spalungano (2 camere)
- Cultura (4 camere e cappella)

 a nord 
- Pompilio (2 camere) a nord nel bosco dell'Uliveto
- Colamera forse l'attuale "Colamaria" (3 stanze di cui una con forno per la cottura del pane e un ambiente unico di lavoro formato da 5 campate voltate a stella, 1 ambiente a piano primo)

 a sud 
- masseria Angelini contrada Fischione (4 camerette)
- Campanaro (2 camere)
- Nenu (1 camera)
- Piccinna (1 camera)
- Berrine (5 camere) a sud-ovest in direzione Galatina
- Murica (1 camera) in direzione di Sogliano Cavour
- Stomei (mulino).

## Cronologia
| Data                          | Evento | riferimenti                                          |
| ----------------------------- | --- | ---------------------------------------------------- |
| I secolo d.C.                 | Prima citazione dell'abitato di Soleto (Soletum desertum) da Plinio il Vecchio | Naturalis Historia liber III cap. 101                |
| 28 gennaio 1269               | Primo documento con cui Carlo I d'Angiò dà la terra di Soleto a Anselino de Toucy | Registri Cancelleria Angioina Napoli.                |
| 1334                          | costruzione mura medioevali a cura del conte Raimondo del Balzo | G.Vacca Cronaca galatinese del '500                  |
| 1347                          | costruzione Chiesetta di Santo Stefano | Ch.Diehl: L'art byzantin dans l'Italie mer.          |
| 1397                          | costruzione guglia a cura del conte Raimondo Orsini del Balzo detto Raimondello | Paesi e figure Salento pag.52                        |
| 6 febbraio 1481               | Saccheggio da parte dei Turchi (400 cavalieri) dopo l'occupazione di Otranto | Difesa da A.Capodiferro.                             |
| luglio-agosto 1528            | occupazione truppe veneziane-francesi: carestia, siccità, peste | B.Papadia Memorie storiche pag.22                    |
| 10 giugno 1569                | visita a Soleto dei feudatari Bernardino Sanseverino e Isabella della Rovere | G.Vacca Cronaca galatinese del '500                  |
| 31 ottobre 1571               | visita a Soleto di Don Giovanni d'Austria dopo la vittoria di Lepanto per conoscere Matteo Tafuri che l'aveva pronosticata | G.Vacca Cronaca galatinese del '500                  |
| 1572                          | condanna per eresia dell'arcidiacono Francesco Cavoti | Sposato con A.Morrone viveva a Galatina              |
| 1601-1609                     | costruzione Chiesa Madonna delle Grazie da benestanti per tombe di famiglia | pubbl. a cura di Don Pantaleo Rossetti               |
| 29 marzo 1619 (venerdì Santo) | uccisione in località Aulella sacerdote Giovanni Antonio Rizzo (85 anni) per aver celebrato messa in latino | archivio parrocchiale Soleto                         |
| 1668                          | missione dei Gesuiti chiamati dal Vescovo per ricomposizione faida con nove morti. Le due fazioni nemiche si riconciliano stretti da una fune simboleggiante la schiavitù verso la Vergine Maria, per la quale condividono la comune devozione | D.Gentilcore Le missioni nel Regno di Napoli pag.703 |
| 1688                          | completamento Chiesa di S.Nicola e annesso monastero clarisse | Paesi e figure Salento pag.28                        |
| 20 febbraio 1743              | ore 23,30 terremoto 6,5 Richter con epicentro Canale d'Otranto | lesioni Chiesa, crollo del cupolino guglia           |
| 1766                          | Costruzione della Cappella Madonna di Leuca |                                                      |
| 9 settembre 1782              | Regio assenso sullo Statuto Congregazione Anime Sante del Purgatorio | pergamena Archivio di Stato (Lecce)                  |
| 1783-1860                     | costruzione nuova Chiesa matrice su progetto di A.Preite | pubbl. a cura di Don Pantaleo Rossetti               |
| 8 agosto 1806                 | Nomina di Soleto capo di circondario nel distretto di Lecce - provincia di terra d'Otranto | legge 132 del 1806                                   |
| ottobre 1876                  | visita a Soleto di Cosimo De Giorgi e ritrovamenti paleolitici in via delle cave | Bozzetti di viaggio pag.39-48, 1883                  |
| 14 dicembre 1884              | inaugurazione stazione ferroviaria linea Zollino-Gallipoli | rif n.7 www.trenidicarta.it                          |
| 1886-1887                     | epidemia di colera tra ottobre '86 e febbraio '87 | Pietro Congedo - Il colera a Galatina                |
| 1888                          | visita a Soleto della britannica Janet Ross | La Puglia nell'800-Janet Ross p. 197                 |
| 16 aprile 1908                | Ospizio - Opera Pia Beneficio Madonna delle Grazie Giovanni Carrozzini | Regio decreto 142 G.U. 112 del 16/4/1908             |
| 2 novembre 1908               | Ospedale - Opera Pia Maria Grazia Carrozzini da lascito a Vescovo | Regio decreto 433 G.U. 256 del 2/11/1908             |
| 5 settembre 1932              | pubblicazione bando appalto lavori edificio scolastico a firma podestà Luigi Nuzzaci | rif G.U. 205 dell'8/9/1932                           |
| 28 novembre 1936              | Inaugurazione acquedotto Pugliese presso fontanina del Cupone | foto allegata Toponomastica soletana di F.Giannachi  |
| 1997-2010                     | lavori di consolidamento, restauro e valorizzazione Chiesa matrice | pubbl. a cura di Don Pantaleo Rossetti               |
| 21 agosto 2003                | ritrovamento archeologico noto come la Mappa di Soleto | archeologo belga Thierry van Compernolle             |
| 27 marzo 2008                 | realizzazione Parco Archeologico Messapico in località Fontanelle | rif Delibera Comunale n.37                           |

## Statistiche

### Popolazione (al 1º gennaio 2023)
| Classe di età | Maschi | Femmine | Totale | Celibi/Nubili | Coniugati/e | Vedovi/e | Divorziati/e |
| ------------- | ------ | ------- | ------ | ------------- | ----------- | -------- | ------------ |
| 0-14          | 280    | 261     | 541    | 541           | 0           | 0        | 0            |
| 15-29         | 405    | 396     | 801    | 773           | 28          | 0        | 0            |
| 30-44         | 412    | 441     | 857    | 413           | 424         | 1        | 15           |
| 45-59         | 602    | 628     | 1230   | 224           | 940         | 16       | 50           |
| 60-74         | 490    | 554     | 1044   | 79            | 827         | 110      | 28           |
| 75-89         | 265    | 355     | 620    | 45            | 317         | 221      | 7            |
| da 90 in su   | 24     | 68      | 92     | 5             | 13          | 74       | 0            |
| Totali        | 2478   | 2703    | 5181   | 2080          | 2579        | 422      | 100          |

### Risultati elezioni europee 2024 - 1999
Elettori 4527 Votanti 3540 Bianche 410 Nulle 0 Schede valide 3130
| Partito                     | Voti | % 2024 | % 2019 | % 2014 | %2009 | %2004 | %1999 |
| --------------------------- | ---- | ------ | ------ | ------ | ----- | ----- | ----- |
| Fratelli di Italia          | 903  | 30,6%  | 8,4%   | 2,5%   | 26%   | 17%   | 14%   |
| Partito Democratico         | 703  | 23,8%  | 19,5%  | 31,7%  | 17,6% | 35%   | 23%   |
| Movimento 5 Stelle          | 447  | 15,1%  | 21,7%  | 27,6%  | n.a   | n.a   | n.a   |
| Forza Italia                | 233  | 8%     | 12,9%  | 27,3%  | 28%   | 16%   | 28%   |
| Lega                        | 212  | 7,2%   | 26,7%  | 0,7%   | 0,2%  | 0,2%  | 0,2%  |
| Verdi e Sinistra            | 184  | 6,2%   | 6,8%   | 4,2%   | 10,5% | 15%   | 17%   |
| Azione e Stati Uniti Europa | 136  | 4,6%   | 0,8%   | 4,7%   | 10%   | 9%    | 8%    |
| Altri                       | 132  | 4,5 %  | 1,8%   | 1,5 %  | 9,8%  | 8%    | 10%   |
| Affluenza                   | 3540 | 78,2 % | 79,8%  | 82,8%  | 87,9% | 88%   | 88%   |

### Risultati elezioni politiche 2022 - 2008 Camera
Elettori 4387 Votanti 2504 Bianche 56 Nulle 56 Valide2392
| Coalizione         | Voti | %2022 | % 2018 | % 2013 | % 2008 |
| ------------------ | ---- | ----- | ------ | ------ | ------ |
| Movimento 5 Stelle | 532  | 22%   | 39%    | 27%    | 0%     |
| Centro destra      | 1001 | 42%   | 32%    | 24%    | 41%    |
| Centro sinistra    | 602  | 25%   | 22%    | 31%    | 39%    |
| Centro             | 141  | 6%    | 0%     | 13%    | 10%    |
| Altri              | 116  | 5%    | 7%     | 5%     | 10%    |
| Affluenza          |      | 57%   | 71%    | 74%    | 80%    |

### Risultati elezioni regionali 2020-2015
| Coalizione         | Voti | % 2020 | % 2015 | voti |
| ------------------ | ---- | ------ | ------ | ---- |
| Movimento 5 Stelle | 196  | 7,35%  | 14%    | 358  |
| Centro destra      | 1071 | 40,1%  | 27,5%  | 700  |
| Centro sinistra    | 1326 | 49,7%  | 54,8%  | 1402 |
| Altri              | 75   | 2,85%  | 3,7%   | 94   |
| Affluenza          |      | 60,24% | 55,47% |      |

### Risultati elezioni amministrative 2024-1999
|           | 2024   | 2019  | 2014 | 2009 | 2004 | 1999 |
| --------- | ------ | ----- | ---- | ---- | ---- | ---- |
| Elettori  | 4673   | 4769  | 4804 | 4796 | 4692 | 4537 |
| Votanti   | 3549   | 3793  | 3892 | 4131 | 4051 | 4010 |
| Bianche   | 27     | 38    | 44   | 44   | 51   | 68   |
| Nulle     | 26     | 42    | 47   | 31   | 48   | 41   |
| Valide    | 3496   | 3713  | 3801 | 4056 | 3952 | 3901 |
| Affluenza | 75,97% | 79,5% | 81%  | 86%  | 86%  | 88%  |

| 09/6/2024   | Voti | %   | 26/5/2019   | Voti | %   | 25/5/2014   | Voti | %     | 2009       | Voti | %   | 2004     | Voti | %   | 1999        | Voti | %   |
| ----------- | ---- | --- | ----------- | ---- | --- | ----------- | ---- | ----- | ---------- | ---- | --- | -------- | ---- | --- | ----------- | ---- | --- |
| Vantaggiato | 2223 | 64% | Vantaggiato | 2429 | 65% | Vantaggiato | 1587 | 41,8% | Serra E.   | 1668 | 41% | Serra E. | 2070 | 52% | Saracino R. | 2236 | 57% |
| Miceli      | 1273 | 36% | Cagnazzo    | 1284 | 35% | Luchena M.  | 1160 | 30,5% | Luchena M. | 1589 | 39% | Marra R. | 945  | 24% | Baldassarre | 1665 | 43% |
|             |      |     |             |      |     | Cagnazzo    | 787  | 20,7% | Rizzo A.P. | 799  | 20% | Saracino | 827  | 21% |             |      |     |
|             |      |     |             |      |     | Fiorentino  | 267  | 7%    |            |      |     |          |      |     |             |      |     |